# Alta velocidad ferroviaria

Líneas de alta velocidad en Europa.
320-350 km/h
270-300 km/h
250 km/h
200-230 km/h

Líneas de Alta Velocidad en Asia.
300+ km/h
250–299 km/h
200–249 km/h
En construcción
Otras vías férreas

Alta velocidad ferroviaria (AVF) es el sistema de transporte por ferrocarril en la que tanto el material rodante como la infraestructura ferroviaria están diseñados para que los trenes puedan circular a velocidades superiores a 250 km/h .
Dependiendo de la velocidad a la que circulan los trenes, se denominan líneas de alta velocidad ó líneas de altas prestaciones a las líneas ferroviarias que tienen unas características técnicas superiores a las de las líneas convencionales.
Japón y varios países europeos llevan unos treinta años realizando grandes inversiones en ferrocarril de alta velocidad para unir sus principales ciudades. La atención prestada a los trenes rápidos que superan los 200 km/h (el primero fue el italiano ElettroTreno ETR 200 en 1939) viene justificada por la necesidad de aliviar la congestión del tráfico aéreo y por carretera, a la vez que se reducen los costes de explotación y la contaminación.
Hace ya más de medio siglo que se sabe que algunos trenes corrientes podían alcanzar velocidades del orden de 300 km/h aplicando mayor potencia de tracción. Pero estas enormes velocidades se consideraron de aplicación imposible porque los coches dañaban seriamente las vías y su conservación requería mucho esfuerzo, siendo excesivamente caro.

## Definiciones de alta velocidad
La propia UIC habla de «definiciones» y da un significado amplio y general; concretamente solo menciona velocidades superiores a 250 km/h para líneas de nueva construcción o 200 km/h para líneas reformadas. Según la definición española (ADIF AV) y europea se considera alta velocidad siempre que se cumplan algunas de estas características:
Redes: el sistema ferroviario español que forma parte del sistema ferroviario transeuropeo de alta velocidad incluye: 
- Líneas especialmente construidas para la alta velocidad, equipadas para velocidades por lo general iguales o superiores a 250 km/h.
- Líneas especialmente acondicionadas para la alta velocidad equipadas para velocidades del orden de 200 km/h.
- Líneas especialmente acondicionadas para la alta velocidad, de carácter específico debido a dificultades topográficas, de relieve o de entorno urbano, cuya velocidad deberá ajustarse caso por caso. Esta categoría incluye también las líneas de interconexión entre las redes de alta velocidad y convencionales, los tramos de estación, el acceso a las terminales, almacenes, etc., que son recorridos a velocidad convencional por material rodante de «alta velocidad».

Vehículos: el sistema ferroviario español que forma parte del sistema ferroviario transeuropeo de alta velocidad engloba los vehículos concebidos para circular a:
- Velocidad de 250 km/h como mínimo en las líneas especialmente construidas para la alta velocidad, pudiéndose al mismo tiempo, en las circunstancias adecuadas, alcanzar velocidades superiores a los 300 km/h.
- Velocidad del orden de 200 km/h en las líneas anteriores, en caso de ser compatibles con las posibilidades de esas líneas.
- Vehículos concebidos para funcionar a una velocidad máxima inferior a 200 km/h que posiblemente vayan a circular por toda la red transeuropea de alta velocidad, o por una parte de esta, cuando sean compatibles con los niveles de rendimiento de dicha red, que deberán reunir los requisitos que garanticen un funcionamiento seguro en esa red.

Hay que tener en cuenta que dependiendo las diferentes características los requisitos técnicos son muy diferentes a pesar de que todos ellos se denominen «alta velocidad».

### Diferencias de criterio entre Adif y UIC
Así, al no haber ni definiciones ni características técnicas exactas, en España en 2020 la UIC considera de alta velocidad a las líneas o tramos Zaragoza-Huesca, Ourense-Santiago y Sevilla-Cádiz mientras que Adif no lo hace; mientras que Adif sí considera el tramo Valencia-Vandellós del Corredor Mediterráneo de alta velocidad mientras que la UIC no lo considera así. Por ello, la diferencia de 3.330 km por parte de la UIC y 3.402 km por parte de Adif.
Mientras que Adif y UIC sí consideran alta velocidad la Variante de Pajares, Y vasca, el tramo La Coruña-Vigo del Eje Atlántico y a la futura línea Madrid-Extremadura que no cumplen íntegramente los criterios de la UIC. Estos casos serían similares a ciertas excepciones, siendo lo más extremos cuando la UIC considera de alta velocidad al Corredor Noreste de Estados Unidos, donde comparte vía con trenes de cercanías y de mercancías, o a los Mini-Shinkansen, antiguas líneas de vía estrecha adaptadas al ancho estándar y donde la velocidad máxima es de 130 km/h.

## Características de la Alta Velocidad Ferroviaria
Al tratarse de vehículos y vías férreas desarrolladas de forma unitaria, las velocidades que alcanzan estos ferrocarriles requieren técnicas específicas, en cuatro aspectos básicos.

### Las instalaciones
- Las vías deben tener unas curvas con radios superiores a los convencionales, como mínimo 3000 o 3500 metros, Cuando lo normal en una línea convencional el radio de las curvas sea de hasta 500 metros.
- Los túneles tienen una sección considerablemente mayor que en las líneas convencionales, para evitar los efectos aerodinámicos debidos al cruce de trenes a velocidades relativas de 500 km/h.

### La estructura del tren
Como las locomotoras de las líneas de alta velocidad son capaces de superar los 250 km/h, los trenes de alta velocidad son composiciones indeformables en las dos cabezas motrices, una en cada extremo (es decir, que no se pueden separar unos coches de otros como en los trenes convencionales), y encuadran un número determinado de remolques.
Un tren pesado somete a las vías a mayores esfuerzos que un tren ligero, aumentando en consecuencia los costes de mantenimiento y el consumo de combustible; para proteger las vías los trenes rápidos han de pesar lo menos posible. Para reducir el peso se toman diferentes medidas:
- Se fabrican los coches con materiales más ligeros, lo que ha permitido fabricar cajas de dos pisos que no pesan más que los de un piso.
- Los motores de tracción se han aligerado sin sacrificar la potencia gracias a nuevos diseños y a la utilización de materiales más ligeros.
- Los transformadores, que tienen la misión de suministrar diferentes voltajes y potencias para los motores, son de las partes más pesadas del tren; la construcción de transformadores con láminas de aluminio y de acero aleado con cobalto en lugar de hilos de cobre ha permitido reducir su peso de 11 a 7,5 toneladas.

### La señalización de la línea
Debido a las altas velocidades a las que se circula no son visibles las señales convencionales y se requiere la visualización de las indicaciones de velocidad en la cabina del maquinista. Sofisticados sistemas de control, como el ERTMS, vigilan el estricto cumplimiento de todas las órdenes de circulación que se transmiten al maquinista. Los maquinistas están en contacto permanente con el puesto de control mediante equipos de radio, como el GSM-R para recibir y comunicar cualquier orden o consulta que requieran.

### La mecánica del tren
- Al aumentar mucho la velocidad del tren aumentan también las vibraciones producidas por el contacto de las ruedas con los railes, este problema se puede solucionar de dos maneras:
  - Se recurre a separar más la distancia entre los bogies que la que tienen en los trenes convencionales, consiguiendo así una mayor estabilidad.
  - Se instalan sistemas que inclinan el tren para que realice el seguimiento de las curvas, de esta manera los coches pueden pivotar sobre los bogies e inclinarse para contrarrestar las fuerzas que actúan sobre el tren y los pasajeros.
- El sistema de frenado es asimismo más potente de lo común y emplea diversos sistemas:
  - El propio motor de tracción que actúa como generador de corriente utilizando la energía que desarrolla el tren de tal manera que reduce la velocidad a medida que va produciendo energía eléctrica, la cual a su vez puede ser devuelta a la línea de alimentación pasando por catenarias aéreas para alimentar a otros trenes que circulen por la misma línea o bien para la regulación de la temperatura ambiente u otros usos del propio tren.
  - También se usan frenos convencionales de disco, de alta potencia y, en algunos casos, frenos por zapatas.
- El sistema de suspensión utilizado es doble y se revisa de manera especial, ya que si bien las líneas de alta velocidad no tienen apenas defectos en las vías cualquier posible irregularidad, por pequeña que sea, tiene una repercusión importante a la velocidad que se van a recorrer. El sistema de suspensión doble anteriormente comentado es una mezcla de suspensión neumática y de muelles de acero.

## Japón: primeras líneas de Alta Velocidad

### Antecedentes de la Alta Velocidad Ferroviaria
Japón fue el primer país en construir vías férreas especialmente dedicadas para la alta velocidad. Debido a la naturaleza montañosa de gran parte del país, las líneas existentes presentaban un ancho de vía estrecha (1.067 mm), las cuales no podían ser adaptadas a velocidades superiores, además de un gran tráfico que impedía agregar más trenes. Por lo que Japón tenía una mayor necesidad de implantar un nuevo sistema ferroviario respecto a otros países, ya que los sistemas ferroviarios existentes en el resto de países tenían un potencial de mejora mayor que en Japón.
El nombre Shinkansen, el conocido como tren bala, se usó formalmente por primera vez en 1940, en una propuesta de línea de pasajeros y mercancías de ancho estándar entre Tokio y Shimonoseki, usando locomotoras eléctricas (siguiendo el modelo del italiano ElettroTreno ETR 200) y a vapor a una velocidad media de 150 km/h (un incremento de 50% sobre el tren más veloz de esa época), y con velocidades máximas de 200 km/h (más del doble de la velocidad del tren japonés más rápido de aquel entonces). A lo largo de los tres años siguientes, el Ministerio de Transportes esbozó planes más ambiciosos para extender la línea hasta Pekín (a través de un túnel hasta Corea) y hasta Singapur, y construir conexiones al Ferrocarril Transiberiano y otras líneas asiáticas, ya que en aquella época Japón era una potencia colonial en toda la costa asiática oriental. Estos planes se desestimaron oficialmente en 1941, por la entrada de Japón en la II Guerra Mundial.
Con el fin de la II Guerra Mundial, y con la derrota de Japón en el año 1945, los trenes de alta velocidad fueron olvidados durante algunos años. Sin embargo, a mediados de los años 50, la línea principal de Tōkaidō entre la capital y Osaka ya estaba operando a su máxima capacidad, y el Ministerio de Transportes decidió reabrir el Proyecto Shinkansen. La aprobación gubernamental llegó en 1958, y la construcción del primer tramo de la Tōkaidō Shinkansen entre Tokio y Osaka se inició en 1959. Gran parte de la construcción fue financiada con un préstamo de 80 millones de dólares del Banco Mundial. En 1962 se abre en Odawara un tramo para pruebas del material rodante, que hoy forma parte de la línea principal.
El Tōkaidō Shinkansen fue inaugurado el 1 de abril de 1964, justo a tiempo para la celebración de los Juegos Olímpicos de Tokio 1964. Fue un éxito inmediato, llegando a la marca de los 100 millones de pasajeros en menos de tres años, el 13 de julio de 1967, y a los mil millones de pasajeros en 1976. Para la Expo '70 de Osaka se introdujeron dieciséis nuevos trenes.
La nueva línea Tōkaidō era singular. Su característica más importante es que había sido concebida y construida como un conjunto perfectamente integrado de Alta Velocidad, con trenes de características especiales circulando por su propia vía. Muy significativa fue la deliberada elección de un ancho de vía no compatible con el resto de la red. El ancho, de 1.435 mm, hacía posible alcanzar una velocidad considerablemente mayor que la realizable en las otras líneas de los JNR (Ferrocarriles Nacionales Japoneses), en las que los carriles se hallan a solo 1.067 mm uno de otro y en las que proliferan las curvas cerradas y los pasos a nivel. Una ventaja adicional era que ningún problema de explotación que aquejase a los servicios en las demás líneas de los JNR podría repercutir en esta, de primordial importancia.
En un principio, se había previsto que los trenes de la nueva línea Tōkaidō Shinkansen circulasen a 260 km/h, pero la velocidad máxima hubo de rebajarse a 210 km/h, mediada la fase de proyecto, por imposición del Banco Mundial. La electrificación de la línea era a 25 kV 60 Hz.
Debido a la alta velocidad de circulación, en la nueva línea no debían existir pasos a nivel. Este requisito resulta probablemente más significativo en Japón que en otros países. Ya que en los suburbios de Tokio las vías de cercanías se ven cruzadas cada cien metros por pasos a nivel. Como consecuencia de esta decisión, más de un tercio de la Shinkansen corre sobre puentes o viaductos.

### Años 70-80: construcción de nuevas líneas y privatización de la JNR

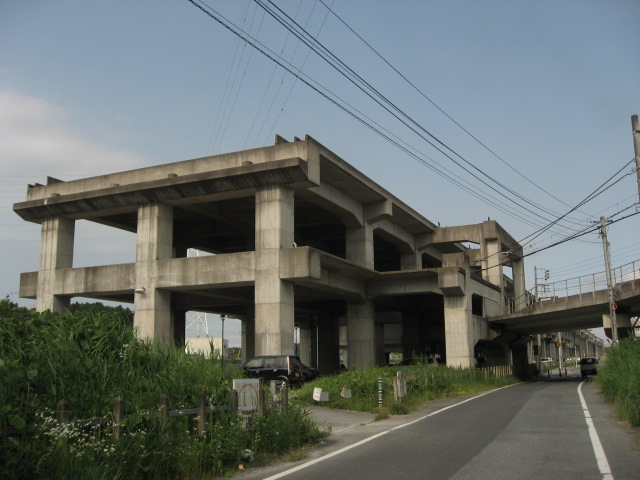
Viaducto abandonado de la Narita Shinkansen.

El éxito inicial de la Tōkaidō Shinkansen permitió extender la primera línea al oeste, la línea Sanyō Shinkansen, que une las ciudades de Hiroshima con Fukuoka. Esta línea tiene una longitud de 553,7 kilómetros, de los cuales el 51% transcurren por túneles y otro 38% por viaductos. La Sanyō Shinkansen se completó y entró en funcionamiento en el año 1975.
El primer ministro japonés de la época, Kakuei Tanaka, fue un ferviente partidario del Shinkansen, y su gobierno propuso una extensa red de líneas paralelas a la mayoría de las líneas convencionales de Japón. Siguiendo este plan se construyeron dos nuevas líneas, las llamadas Tōhoku Shinkansen (de 496,5 kilómetros de longitud), la cual unía a Tokio con Hachinohe, y la Jōetsu Shinkansen (de 269,5 kilómetros de longitud), entre Tokio y Niigata, la cual transcurre por un tramo de la Tōhoku Shinkansen. Ambas líneas fueron inauguradas en el año 1982.
Sin embargo, otras tantas líneas planeadas se retrasaron o retiraron por completo cuando los Ferrocarriles Nacionales de Japón aumentaron sus deudas, como lo ocurrido en la Narita Shinkansen, línea de Alta velocidad que debía unir Tokio con el Aeropuerto Internacional de Narita, la cual fue cancelada y eliminada oficialmente del plan básico que rige la construcción de las líneas de Shinkansen. Todo esto se debió en gran parte a los altos costes de construcción de la red Shinkansen, ya que a comienzos de los años 80, la JNR era prácticamente insolvente, lo que llevó a su privatización en 1987.

### Finales delsigloXXy principios delXXI, ampliación de la red de Alta Velocidad

Zonas del grupo Japan Railways.

Actualmente Japón es la tercera potencia mundial en kilómetros construidos de líneas de Alta Velocidad por detrás de China y España, ya que desde los años 60 no ha dejado de construir líneas Ferroviarias de este tipo.
En los años 90, el gobierno japonés construyó e inauguró tres líneas de alta Velocidad. En el año 1992 inauguró la línea Yamagata Shinkansen, la cual unía a las ciudades de Fukushima y Yamagata, a una distancia de 87,1 kilómetros, y en el año 1997 entraron en funcionamiento otras dos líneas, la Hokuriku Shinkansen, entre las ciudades de Takasaki y Nagano, con una longitud de 117,4 kilómetros, y la Akita Shinkansen, entre Morioka y Akita, de 127,3 kilómetros de longitud.
La llegada del nuevo milenio ha supuesto la construcción de nuevas líneas en Japón, entre las que destaca el primer tramo del Kyushu Shinkansen, que une las ciudades de Kagosima y Yatsushiro desde 2004, y su posterior ampliación, entre Hakata y Yatsushiro, en 2011; la ampliación del Hokuriku Shinkansen entre Nagano y Kanazawa, en 2015, y el primer tramo de la nueva línea Hokkaido Shinkansen, entre Shin-Aomori y Shin-Hakodate-Hokuto (a través del túnel de Seikan) en 2016. Actualmente están en construcción tres extensiones:
- El nuevo tramo del Hokkaido Shinkansen desde Shin-Hakodate-Hokuto hasta Sapporo en 2031.
- El ramal de la línea Kyushu Shinkansen hasta Nagasaki en 2023.
- Completar la conexión entre Kanazawa y Osaka cuyo primer tramo, hasta Tsuruga, estará finalizado en 2023.

## Ampliación de la Alta Velocidad en el Mundo
Debido al éxito de la Tōkaidō Shinkansen varios países europeos (Italia, Francia, Alemania y España) y otros asiáticos (Corea del Sur, Taiwán y China) decidieron incorporarse al proyecto de la Alta Velocidad Ferroviaria.

### La Alta Velocidad ferroviaria Europea
Europa cuenta con la red ferroviaria de Alta Velocidad mayor del mundo, ya que varios países como Francia, Alemania, Italia y España son algunas de las mayores potencias en temas de Alta Velocidad.

#### Italia

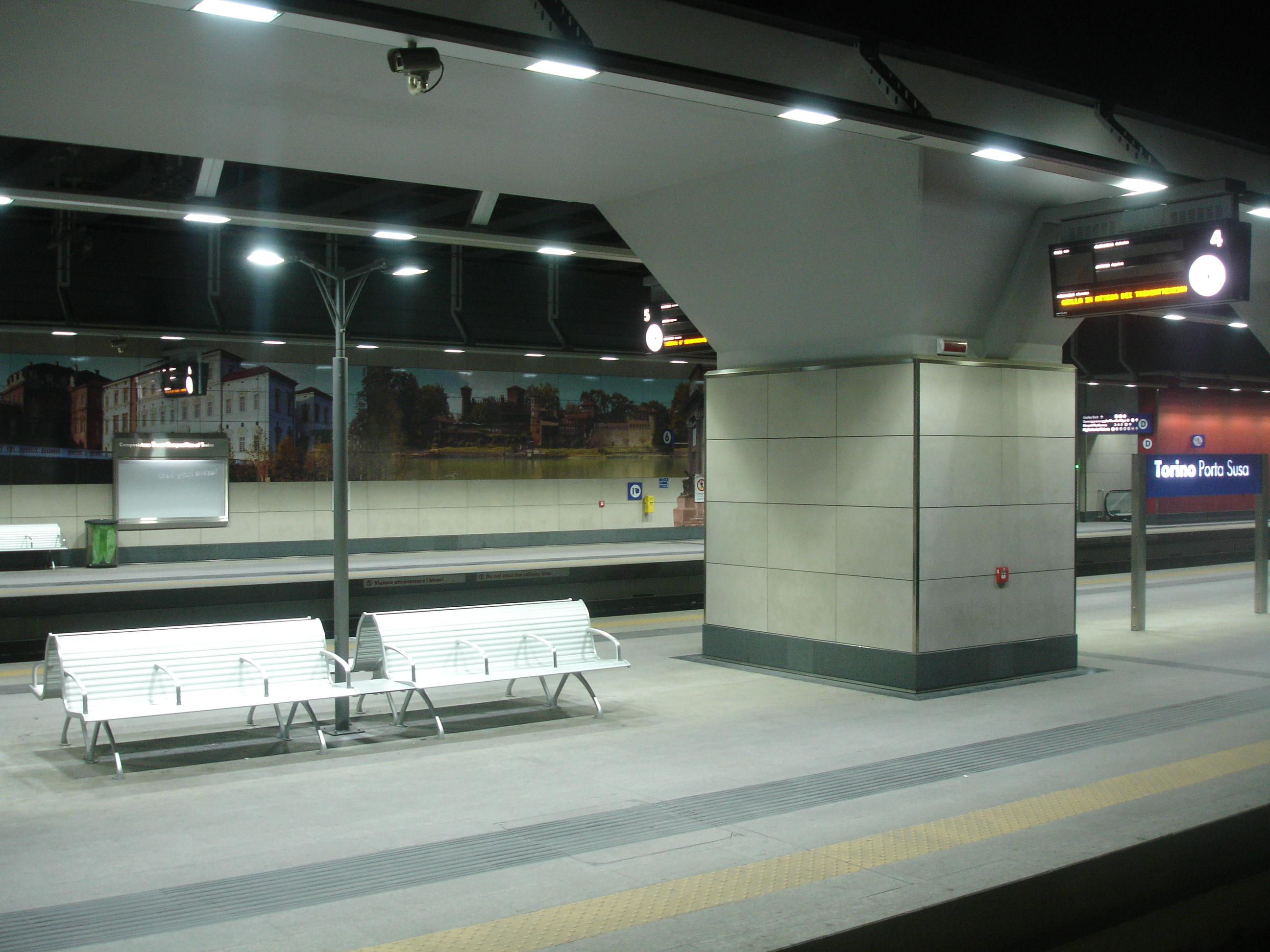
Nueva estación de Turín Porta Susa

Las aspiraciones del Ferrovie dello Stato (FS) en el campo de la Alta Velocidad vienen de los remotos tiempos de entreguerras, cuando se abrió en 1927 una línea entre Roma y Nápoles que recibió el nombre de Direttisima. Aquel nombre, sin embargo, había sido acuñado ya en 1914, cuando comenzaron los trabajos de construcción de la citada línea. En 1934 se finalizó un segundo tramo de la Direttisima, entre Bolonia y Prato (junto a Florencia), a través de los Apeninos, para cuya construcción fue necesario perforar treinta túneles, uno de ellos, de 18,5 km de longitud.
En la Direttisima Roma-Nápoles, en junio de 1938, una unidad eléctrica ETR 201, de tres coches, alcanzó una velocidad ligeramente superior a los 200 km/h en un recorrido especial. Más espectacular todavía fue un viaje realizado poco más de un año después con la misma unidad eléctrica ElettroTreno ETR 200, que recorrió los 314 km que separan Florencia de Milán a la velocidad media de 164 km/h, habiendo alcanzado un máximo de 204 km/h. En el mismo año (y solamente por tres años, debido a la II Guerra Mundial), se inició y mantuvo un servicio regular entre Milán y Roma en 6 horas que fue el primero comercial en el mundo.

##### La Direttissima Italiana

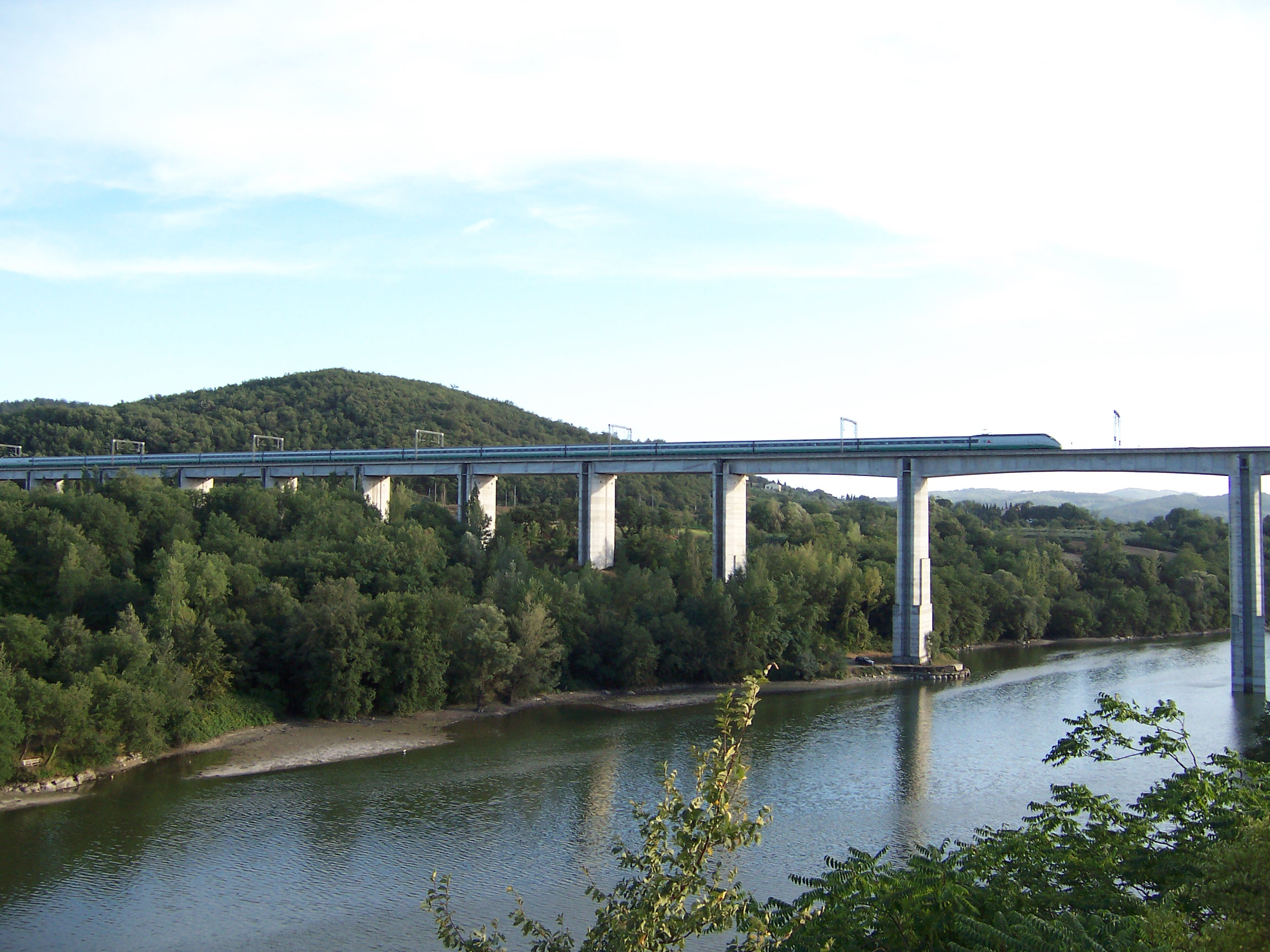
Un ETR 500 sobre un viaducto de la Direttissima, cerca de la ciudad de Arezzo.

Cuando los trenes japoneses (que perfeccionaron el italiano ETR 200 después de 1945, desarrollando el parecido Shinkansen Serie 0) llevaban varios años circulando por la Shinkansen a 210 km/h, este hecho no había pasado inadvertido para los Ferrocarriles del Estado Italiano (FS) ni para el gobierno de Italia. Las líneas principales que corren de norte a sur por la península italiana se hallaban congestionadas, y el tráfico por ellas era lento. En 1969 el gobierno y los FS anunciaron unos audaces proyectos para construir la primera "Shinkansen" europea entre Roma y Florencia. Hoy en día el adjetivo de Direttissima se refiere a este proyecto.
De este modo, la línea de ferrocarril que une las ciudades de Florencia y Roma (la Direttissima) fue la primera de Alta Velocidad de Europa. En 1977 se inauguró, más o menos, la mitad de la línea, ya que las obras de construcción de esta línea no se terminaron hasta el año 1992. Gracias a esta línea, la duración del viaje entre las dos ciudades es de 1 hora y 20 minutos.
Tal y como inicialmente fue concebida en 1968, la Direttisima implicaba la construcción de cuatro variantes, que sumaban un total de 120 km, y la renovación del resto de la línea Roma - Florencia, que había sido completada en los años treinta como una arteria de vía doble. La totalidad de la línea estaba diseñada para permitir la circulación a 250 km/h. Una de las dificultades que presentaban los trabajos de mejora de las secciones a conservar de la antigua línea era la inevitable y masiva perturbación del tráfico. Debido a ello fue preciso revisar el proyecto y se prepararon nuevos planes que suponían construir de nueva planta más del 90% de la línea.
Los FS decidieron construir la nueva vía para tráfico mixto de trenes de viajeros y de mercancías, lo que obligaba a diseñar curvas de grandes radios y un perfil longitudinal con pequeñas rampas. Otro requisito fundamental es que tenía que enlazar con la antigua línea en distintos puntos a largo de su recorrido, lo que añadía 53 km a la construcción de nuevas vías. Estas interconexiones permitirían que los trenes entrasen y saliesen en la nueva línea para servir estaciones intermedias o ramales. El efecto global era equivalente a la creación de una línea de vía cuádruple por la que los trenes de viajeros y mercancías pudieran ser fácilmente desviados para que no se estorbasen mutuamente. Esta característica tenía especial importancia si se tienen en cuenta las puntas estacionales del tráfico italiano, que producen súbitas demandas de capacidad de la línea.

##### La red de Alta Velocidad Italiana en la actualidad

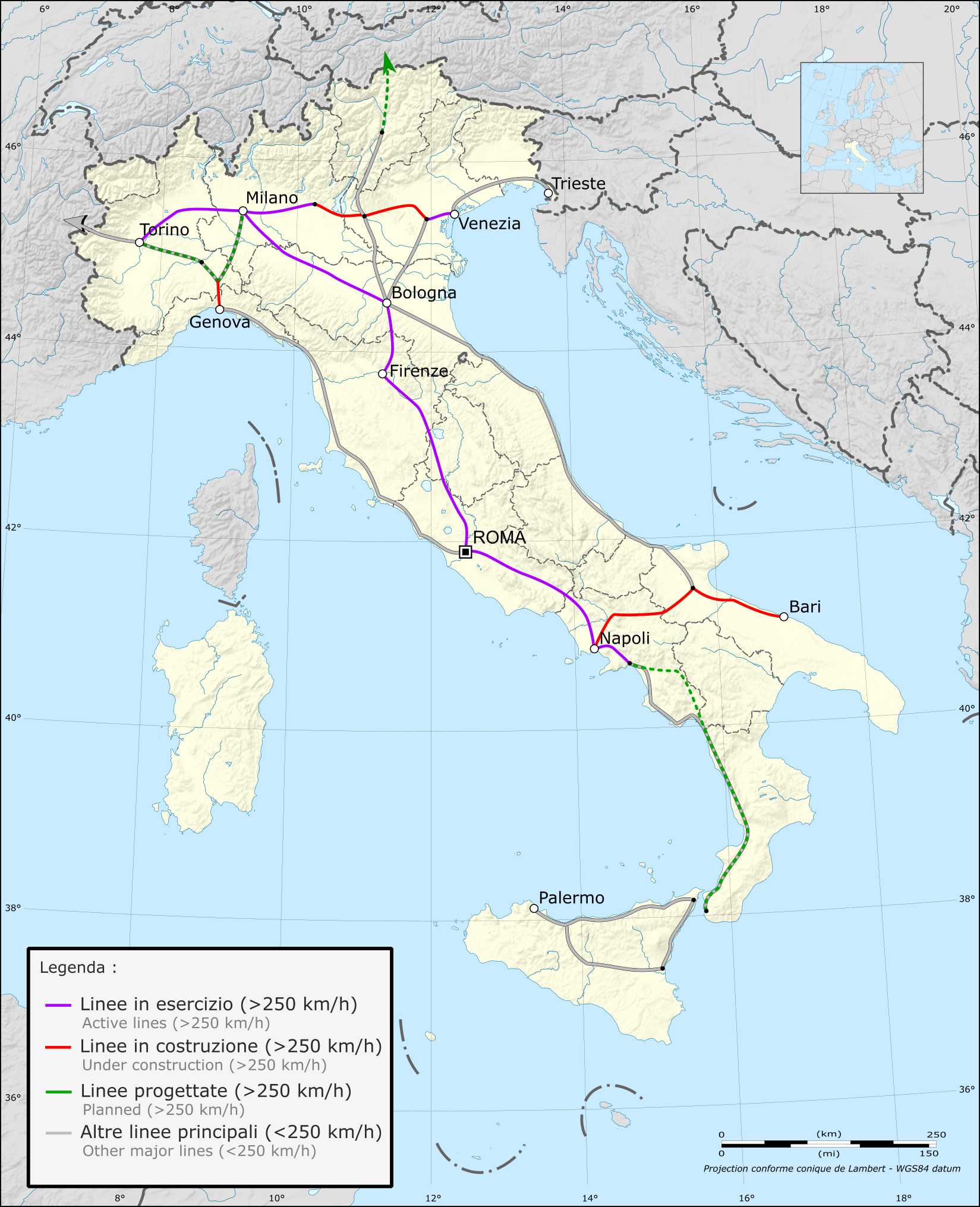
Esquema de las líneas AV-AC y AC en construcción en Italia.

Actualmente Italia tiene una de las redes más largas de Europa, con más de 1.320 km de líneas de trenes de alta velocidad. Entre los años 2004 y 2009 se han inaugurado más de 1000 km de vías de alta velocidad y se ha mejorado la Direttisima. El objetivo de estas inversiones es estructurar las actuaciones según dos ejes: uno según el eje de la península itálica, que irá desde Milán a Nápoles, y un segundo eje, transversal, desde Turín / Génova a Venecia. De este modo, las líneas que existen en este momento en Italia son:
- Roma-Florencia (la Direttissima, primera línea de alta velocidad en Europa, con tramos inaugurados entre el 24 de febrero de 1977 y el 26 de mayo de 1992).
- Roma-Nápoles (inaugurada el 19 de diciembre de 2005).
- Turín-Novara (inaugurada el 1 de febrero de 2006).
- Padua-Venecia (inaugurada el 1 de marzo de 2007).
- Milán-Treviglio (inaugurada el 2 de julio de 2007).
- Milán-Bolonia (inaugurada el 13 de diciembre de 2008).
- Florencia-Bolonia (inaugurada el 5 de diciembre de 2009).
- Milán-Novara (inaugurada el 16 de diciembre de 2009).

La línea que unirá las ciudades de Treviglio y Verona (se espera en 2016) y la internacional transalpina entre Lyon y Turín (en 2030) son las únicas que están en fase de construcción. Por lo que respecta a las líneas en proyecto son:
- Verona-Padua
- Milán-Génova
- Nápoles-Reggio Calabria
- Nápoles-Bari
- Venecia-Trieste

#### Francia

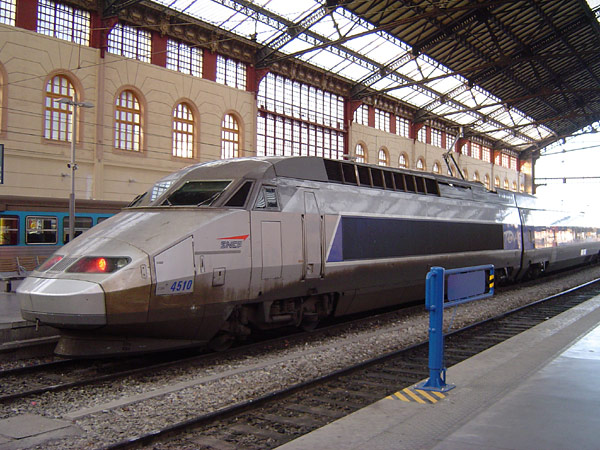
Tren de alta velocidad de la SNCF.

Aunque los servicios de Alta Velocidad en Francia comienzan en 1981, es preciso remontarse a la década de los 60 para conocer el motivo por el que se llega a esta solución.
En junio de 1965, un tren remolcado por una locomotora alemana CC serie E03, de 6.420 kW, prestó servicios a 200 km/h en la línea Múnich-Augsburgo y demostró la fiabilidad de dicho tipo de explotación. Este hecho, junto con la entrada en explotación de la Tōkaidō Shinkansen en octubre de 1964, fueron los motivos por los que la SNCF (Sociedad Nacional de Ferrocarriles Franceses) decide encaminar sus esfuerzos a conseguir la Alta Velocidad ferroviaria.
Para ello, la SNCF contaba a comienzos de los años 60 con un “Service de la Recherche” (servicio de investigación) dividido en 4 familias temáticas:
- Mejora y optimización de los medios existentes.
- Características económicas y posibilidades del transporte ferroviario a largo plazo.
- Exploración de nuevas técnicas de transporte guiado terrestre.
- Perspectivas de la SNCF en el año horizonte 1985.

En aquel momento se barajaron, fundamentalmente, tres opciones para desarrollar la Alta Velocidad:
- La investigación y desarrollo de nuevos sistemas, como el aerotrén de Bertin.
- La mejora del material móvil y de la explotación sobre infraestructuras existentes.
- Alta Velocidad sobre infraestructura nueva, a semejanza de la red Shinkansen.

Se abordaron las tres líneas de trabajo. Así, y refiriéndose a la primera opción, el Servicio de Investigación de la SNCF puso en marcha el proyecto de investigación C02, para el desarrollo del Aerotrén, aunque este sistema no pasó de la etapa de prototipo.
La segunda línea de trabajos corresponde a proyectos de investigación del tipo A. Estos estudios propiciaron que los directivos de la SNCF decidieran, entre 1964 y 1965, que para 1967 había que implantar los 200 km/h en una sección de la línea París - Toulouse, bajo corriente continua a 1.500 V. El tren elegido para ello fue el prestigioso expreso Capitole, que ofrecía solamente plazas de primera clase y que era fundamentalmente utilizado en viajes de negocios a la cuna de la industria aeronáutica francesa, Toulouse. Cuando llegó el momento de inaugurar el servicio, el 28 de mayo de 1967, la SNCF había puesto en práctica un conjunto de medidas que permitían reducir en 40 minutos el tiempo de viaje sobre los 713 km que separaban Toulouse de París. El resultado de todo ello fue un tiempo de viaje de 6 horas, lo que significa una velocidad media de 119 km/h. En los 400 km de París a Limoges el promedio era una meritoria velocidad de 138 km/h. Resulta interesante señalar que el breve recorrido a 200 km/h contribuyó al ahorro neto de tiempo con menos minutos que los otros refinamientos.

Finalmente, con respecto a la tercera opción, se inició un proyecto cuya clave era "C03: Posibilidades de nuevas infraestructuras ferroviarias". El programa de trabajos se aprobó el 10 de abril de 1967. El lanzamiento del proyecto C03 se aprobó en julio de aquel mismo año. Un año más tarde, el proyecto se presenta en su concepción completa. En noviembre de 1969, las autoridades que tutelan el proyecto C03 hacen público por primera vez el informe “Desserte à grande vitesse du sud-est de la France par ligne nouvelle à grande vitesse entre Paris et Lyon”. 

##### Las líneas de Alta Velocidad Francesas (LGV)
La construcción de esta nueva infraestructura entre París y Lyon surge de una manera muy similar a Japón: tratando de solucionar un problema de demanda de movilidad. En efecto, la relación París-Lyon era la línea con más tráfico de la SNCF, con 5 millones de viajeros en aquellos años. La capacidad de la línea estaba limitada por la existencia de dos secciones de vía doble, intercaladas en lo que, por otra parte, era una línea cuádruple. Cada día resultaba necesario enhebrar 250 circulaciones en la sección entre Saint-Florentin y Dijon, un tramo cuya capacidad máxima era 260 trenes diarios. Cualquier idea de cuadriplicar la vía en este trayecto se veía oscurecida por la presencia de dificultades orográficas que hacían que el coste resultase totalmente desproporcionado para los beneficios a obtener. Por ello, la SNCF mantenía que los beneficios comparados entre una línea nueva de Alta Velocidad y la modernización de la línea antigua eran favorables a la construcción de una nueva línea.
En 1976 el gobierno francés aprobó el proyecto TGV y poco después se comenzó la construcción de la LGV Sud-Est, la primera línea de alta velocidad, línea que se denominó LN1, Ligne Nouvelle 1 (Nueva línea 1). El servicio TGV entró en servicio para el público el 27 de septiembre de 1981 entre París y Lyon.
La nueva línea Sud-Est está dedicada únicamente a trenes de viajeros de Alta Velocidad entre París y Lyon. Inicialmente, la velocidad máxima era de 260 km/h, aunque posteriormente se subió hasta los 270 km/h. Se trata de la primera línea de la red francesa de Alta Velocidad.
Actualmente Francia dispone de una extensa red en cuanto a servicios ferroviarios de Alta Velocidad. Esta es de carácter claramente concéntrico, teniendo a París como centro de la red, la cual está formada por las siguientes líneas:

Líneas TGV (mostradas en azul y rojo) y sus conexiones con el resto de las redes de alta velocidad europeas.

- Corredor del Sudeste. En 1981 se abrió la primera línea de alta velocidad en Francia, la Imperial de París al Mediterráneo, limitada entonces al recorrido entre la capital parisina y Lyon. Dos años más tarde comenzaría la construcción de la línea, para la que se establecieron parámetros hasta entonces desconocidos en Europa: doble vía banalizada con un radio mínimo de las curvas de 4.000 metros (salvo tres puntos excepcionales con radios de 3.200 metros).
- Corredor del Atlántico. Tras el éxito de la línea del sudeste, en 1982, se decidió la ampliación de la red de alta velocidad sobre el eje atlántico. Los trabajos empezaron en 1985. De forma análoga a la línea 1, la 2 cuenta con doble vía banalizada, aunque con radio mínimo de curva de 4200 m. Dispone de seis subestaciones y sobre sus 276,6 km la señalización es apta para TVM 300 y se circula a 300 km/h.
- Norte-Europa y circunvalación de París. Tras trazarse los dos ejes París-sureste y oeste/suroeste, era necesario un eje al norte, útil para llegar a Lille y otras ciudades del norte y para permitir enlaces internacionales a Bruselas y Londres. Además, para crear relaciones desde el sur de París se precisaba una línea de circunvalación de la capital. La construcción de estas líneas se inició en 1989.
- Ródano-Alpes. La línea 4 Ródano-Alpes y la línea 5 Mediterráneo son en realidad prolongaciones de la 1, que permiten reducir el tiempo de viaje a las regiones que atraviesan y a nuevos destinos: Grenoble, Alpes, Provenza, Languedoc y Milán, este con composiciones tritensión desde el 29 de septiembre de 1996.
- Mediterráneo. La línea 5, por su longitud y la densidad de población de las zonas que atiende, supone un salto cualitativo de gran envergadura. Ciudades a más de 700 km de París, como Montpellier o Marsella, quedan a 3 h 19 min y a 3 h de la capital. Solo dos ejemplos, pues muchas otras ciudades quedan ya notablemente cerca de París.
- Este: Hacia Alemania a través de la región de Alsacia mediante trenes franceses y alemanes. El primer tramo: Vaires-sur-Marne a Baudrecourt (Metz), cuenta con 301,5 km desde 2007. El segundo tramo: de Baudrecourt a Vendenheim (Estrasburgo), de 114,6 km, entró en servicio el 3 de julio de 2016.
- Rin-Ródano, tramo 1 Villers-les-Pots (Dijon)-Petit-Croix (Belfort): 140 km, desde 2011.

La proporción de obras de fábrica (túneles y viaductos) en las líneas de Alta Velocidad francesas es mucho menor que en el caso de las japonesas. Si este porcentaje oscila en Japón desde el 46% de la línea Tōkaidō al 99% de la Joetsu, en la línea Sud-Est el porcentaje de obras de fábrica es de 1,3% y en la Atlantique sube hasta el 8%.
Actualmente existen varias líneas en fase de construcción, de proyecto y de estudio informativo, las cuales suman casi 3.000 km de nueva línea ferroviaria de Alta Velocidad. Estas líneas son:
- LGV Languedoc-Rosellón (Contournement ferroviaire de Nîmes et de Montpellier -CNM- para el 6 de octubre de 2017 y durante 2020): Nimes-Montpellier y Montpellier-Perpiñán, 60 y 150 km
- LGV Sur de Europa-Aquitania (Sud Europe Atlantique -SEA- para el 2 de julio de 2017): Tours-Angulema y Angulema-Burdeos, 302 km
- LGV Bretaña-País de Loira (Bretagne Pays de la Loire -BPL- para el 2 de julio de 2017): Le Mans-Rennes y enlace a Nantes, 182 km
- LGV Burdeos-Toulouse (Grand Projet Ferroviaire du Sud-Ouest -GPSO- para 2024), 222 km
- LGV Lyon-Turín (para 2030): Lyon-Chambèry y Chambèry-Turín, 251 km
- LGV Burdeos-Dax-Vitoria (en estudio informativo), 240 km
- LGV 7 Rin-Ródano (segundo tramo, en proyecto): Petit-Croix-Lutterbach (frontera suiza) y Genlis (pk 209)-Villers-les-Pots (Dijon), 50 km
- LGV Provenza-Alpes-Costa Azul (en proyecto): Marsella-Niza-Génova y Aix-en-Provence-Toulon, 150 km
- LGV 7 Rin-Ródano (en estudio informativo): rama este (Dijon-Montbard) y rama sur: Dijon-Bourg-en-Bresse, 235 km
- LGV Sur de Isla de Francia (en estudio informativo): línea de interconexión al sur de la actual línea 3,5 km
- LGV Normandía-Valle del Sena Rouen-Evreus-París (en estudio informativo), 120 km
- LGV París-Amiens-Calais (en estudio informativo), 260 km
- LGV Poitiers-Limoges (anulada[9]), 131 km

##### El Eurotúnel

Perfil geológico a lo largo del túnel según construido. En la mayoría de su longitud, los túneles atraviesan una capa de estrato de creta marga.

Se denomina Eurotúnel al túnel que cruza el Canal de la Mancha, uniendo Francia con Inglaterra. Es una importante infraestructura del transporte internacional, inaugurada el 6 de mayo de 1994. Su travesía dura aproximadamente 35 minutos entre Calais/Coquelles (Francia) y Folkestone (Reino Unido). Tiene una longitud de 50 km, 39 de ellos submarinos, siendo así el segundo túnel submarino más largo del mundo, con una profundidad media de 40 metros, detrás del Túnel Seikan, cuya longitud es de 55 km. El Eurotúnel lo financiaron varias sociedades privadas, sin intervención estatal, a cambio de la concesión de su explotación hasta 2052.
El servicio ferroviario por eurotúnel tiene dos variantes: el Eurostar, para pasajeros y el Shuttle, que transporta camiones, automóviles y motos. Eurostar es el nombre comercial de los servicios ferroviarios de alta velocidad prestados por Eurotunnel Group y que comunican la ciudad de Londres con París y Bruselas a través del eurotúnel. Los trenes circulan a una velocidad de 300 km/h, excepto en el túnel, donde lo hacen a 140 km/h.
Hasta 2003, en el tramo británico (desde el túnel hasta la ciudad de Londres) la circulación era más lenta debido a la antigüedad de las vías. Por tal motivo se construyó un nuevo enlace de alta velocidad entre el Eurotúnel y la ciudad de Londres se denomina HS1 (Alta Velocidad 1). La Primera Sección de 74 km (Folkstone-Fawkham Junction, la más cercana al Eurotúnel) está operativa desde 2003 y la Segunda Sección de 39 km (la más cercana a la ciudad de Londres) desde noviembre de 2007.

#### Alemania

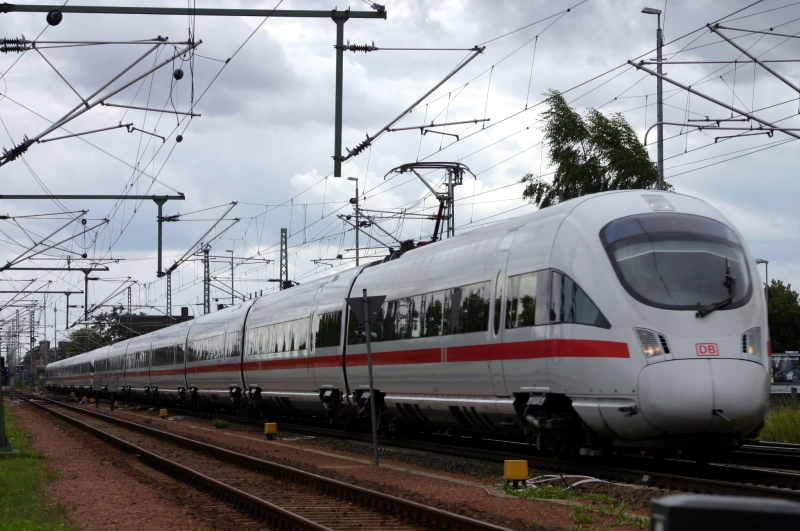
ICE-T pasa veloz por Delitzsch, cubriendo el trayecto Múnich - Hamburgo - Altona.

El comienzo de la Alta Velocidad en Alemania se remonta a las circulaciones a 200 km/h entre Múnich y Augsburgo (República Federal Alemana), en junio de 1965. Con un bagaje técnico extenso, en 1970 los Ferrocarriles Alemanes (DB) habían concebido un programa muy ambicioso para construir siete líneas de Alta Velocidad.
La red de los DB orientada de este a oeste no se ajustaba al modelo geográfico de desarrollo económico de posguerra, en el que las nuevas industrias implantadas en el sur dependían de las materias primas importadas a través de puertos holandeses o del norte de Alemania, y cuyas exportaciones seguían el mismo camino. La situación se agrava por el hecho de que el crecimiento industrial del norte de Italia estimulaba la demanda de tráfico de tránsito norte-sur. Parte del tráfico pudo ser absorbido gracias a las nuevas posibilidades de tracción que brindó la electrificación de ciertas líneas, lo que contribuyó a aumentar su capacidad, pero muchas relaciones se hallaban sobrecargadas.
La DB no veía otra alternativa que una reestructuración radical de su red, con un masivo programa de mejoras de líneas existentes unido a un núcleo de líneas completamente nuevas (neubaustrecken) que eliminarían los peores cuellos de botella, aumentando la capacidad allí donde resultase más necesario. Este programa debía permitir también que los horarios y los servicios interurbanos de pasajeros mejoraran, poniendo a la DB en condiciones de luchar contra la competencia de las autopistas y de las líneas aéreas. Así, se dio prioridad a la línea Hanóver-Wurzburg, que bajaba de norte a sur por el flanco oriental del país. Las obras comenzaron el 10 de agosto de 1973. Además de la Hanóver-Wurzburg, estaba proyectada también la construcción de una variante para Alta Velocidad, de 99 km, entre Mannheim y Stuttgart, en el suroeste, y una línea directa desde Colonia a Gross Gerau, junto a Fráncfort (que finalmente se pospuso en el año 1976). Las obras de ambas neubaustrecken progresaron con muchas dificultades y finalmente se abrieron a la explotación en 1991.
Para las nuevas líneas, en lugar de adoptar como velocidad máxima de diseño 300 km/h, esta se redujo a 250 km/h. La posibilidad de transportar camiones en vagones cerrados había sido sacrificada al recortar el gálibo de carga, puesto que era inútil construir las nuevas líneas para un gálibo superior si las líneas existentes a las que se conectaba no se modificaban del mismo modo, con lo que se ahorró un 10% en costes de construcción. Sin embargo, se mantuvo la idea de utilizar las nuevas líneas para un tráfico mixto de trenes de viajeros y de mercancías.
Actualmente, las principales rutas de red ferroviaria de Alta Velocidad en Alemania se resumen a continuación:
- Ruta Hamburgo Bremen Dusseldorf Colonia Bonn Maguncia Mannheim-Karlsruhe, y desde aquí hacia Friburgo-Basilea y hacia Stuttgart-Múnich.
- Línea Kiel - Hamburgo - Hanóver - Kassel - Würzburg - Núremberg - Múnich.
- Hamburgo - Berlín - Dresde.
- Hanóver - Dusseldorf.
- Berlín - Leipzig, y desde aquí hacia Eisenach - Fráncfort y hasta Hof - Núremberg.
- Mannheim - Stuttgart.

De este modo, es importante destacar que la DB optó por acondicionar las infraestructuras existentes de tal forma que tan solo se tenía que modificar las características de la vía en algunas zonas, y sobre estas actuaciones se utilizó un material ferroviario de última tecnología, capaz de superar los trescientos (300) kilómetros por hora. Por lo que únicamente los tramos de Mannheim - Stuttgart y Hannover - Würzburg fueron de nueva construcción y destinados a soportar servicios ferroviarios estrictamente de Alta Velocidad.
Por lo que a diferencia de Francia y España, la configuración del sistema de infraestructuras del transporte en Alemania no presenta una forma radial, sino que su estructura en este caso se asemeja más a una malla. Esta distribución particular responde a hechos históricos del país. Desde el final de la Segunda Guerra Mundial y hasta el año 1989 Alemania se encontraba dividida en dos partes, la República Democrática Alemana y la República Federal Alemana. Debido a ello, al producirse la reunificación, la red de transportes pasó a formar un único sistema.
La red actual de Alta Velocidad de los Ferrocarriles Alemanes tiene una longitud total de 2.440 km aproximadamente. Está integrada por 625 km de vías de nueva construcción, con velocidad máxima de operación de 280/300 km/h; 1.200 km de vías mejoradas, donde es posible circular a velocidades de hasta 200 km/h; y 615 km de vías convencionales, no mejoradas, con 160 km/h de velocidad máxima de circulación.
La nueva línea Colonia- Aeropuerto de Fráncfort ha permitido acortar la distancia entre Colonia y Fráncfort, consiguiendo reducir desde doscientos veintidós (222) a ciento setenta y siete (177) kilómetros.

##### El futuro de la red de Alta Velocidad en Alemania
Los planes de desarrollo del gobierno alemán establecen la construcción de nuevas líneas que se unirán a la red actual de servicios de Alta Velocidad. Estas nuevas relaciones se detallan a continuación:
- Resto de la línea Berlín - Hanóver.
- Línea Múnich - Erfurt - Halle - Dresde - Berlín (2017)
- Línea Aschaffenburg - Würzburg - 2017
- Línea Stuttgart - Ulm - Stuttgart 21

#### España

La red de ferrocarriles en España durante el.

La red ferroviaria española tiene una configuración radial, con centro en Madrid y conexión con las ciudades periféricas más importantes. Aunque esta forma responde a un modelo político centralista, algunos autores establecen que esta particular forma radial de la red española permite un gran número de relaciones con un número mínimo de líneas dada la posición central de Madrid. Junto a esta forma radial, esta red se distingue de la mayoría de las europeas por ser enormemente accidentada, consecuencia de la particular orografía española.
Con el fin de indicar algunos datos complementarios sobre la red española, se puede establecer que la altitud máxima a cielo abierto alcanzada, en una línea tradicional, es de mil trescientos cincuenta y nueve (1.359) metros, en La Cañada (Ávila), mientras que en túnel la máxima cota es de mil cuatrocientos noventa y cinco (1.495) metros, en Tosas. Por lo que se refiere al trazado en alzado, el setenta y siete por ciento (77%) de los kilómetros de la red se desarrolla en pendiente, de los cuales el treinta por ciento (30%) con valores situados entre diez y veinticinco milésimas. Si comparamos estos datos con un país montañoso como Suiza, en el que el sesenta y ocho por ciento (68%) se desarrolla en pendiente y el veintiséis por ciento (26%) con valores entre diez y veinticinco milésimas, se revela el carácter tan accidentado de la red española.
El ancho de vía español se estableció en mil seiscientos sesenta y ocho milímetros, mientras que el ancho estándar, fijado en la conferencia de Berna de 1915, es de mil cuatrocientos treinta y cinco milímetros. Pese a las esgrimidas razones de carácter técnico (para poder utilizar un material de mayor capacidad con locomotoras de mayor tamaño y potencia), lo cierto es que el distinto ancho de vía ha supuesto un gran impedimento en el desarrollo de las relaciones el ferrocarril español con el resto de Europa. Los argumentos del Informe Subercase
Para dar solución a este problema y permitir una futura interoperabilidad entre los servicios españoles y el resto de servicios de Alta Velocidad europeos, las nuevas infraestructuras de Alta Velocidad españolas se construyen con ancho internacional.

##### Los inicios de la Alta Velocidad en España

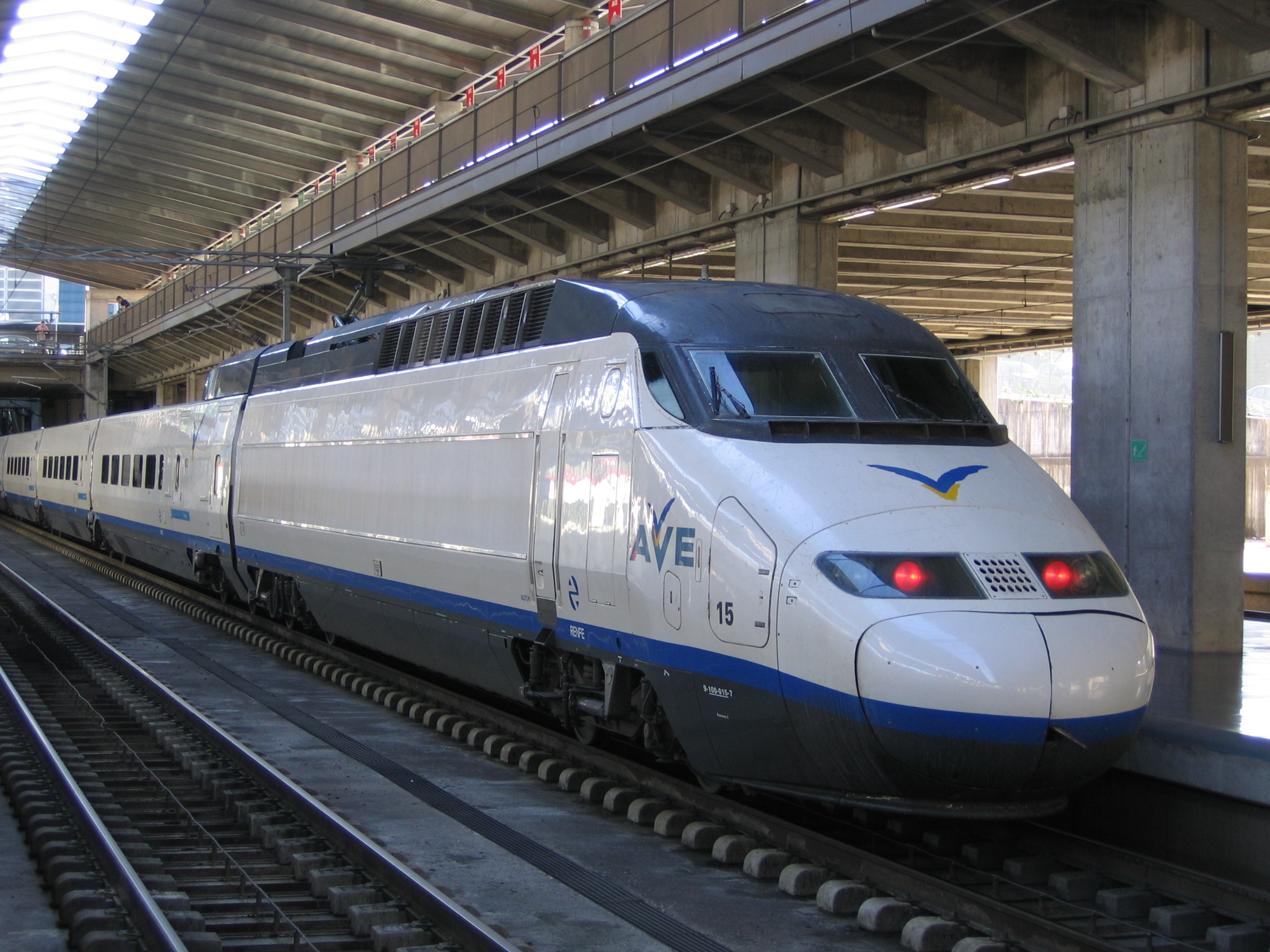
Nueva estación para el AVE en Córdoba.

A finales de la década de los años 80 se empezó a proyectar la construcción de una línea de alta velocidad, a inspiración de la realizada por SNCF en Francia (el TGV). Entre otros proyectos se pensó en adaptar el proyecto existente para unir la meseta castellana con Andalucía sin pasar por Despeñaperros en la primera vía de Alta velocidad. Tras varios años de proyectos, se llegó a la conclusión de que una línea en ancho internacional sería acertada, ya que permitiría aprovechar trenes e instalaciones probadas en Europa, y se propuso la creación de la primera línea de alta velocidad (LAV) en España.

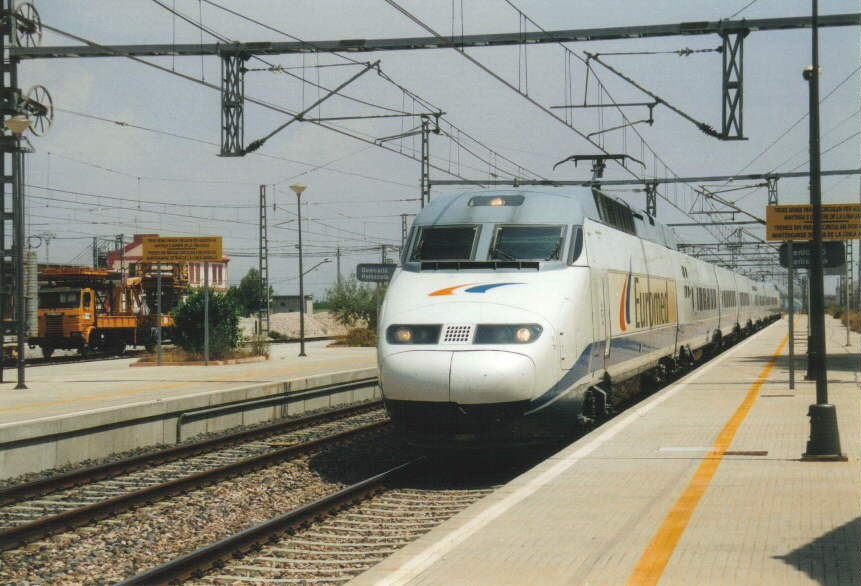
Euromed a su paso por la estación de Benicarló-Peñíscola con destino Valencia.

El proyecto de N.A.F.A. (Nuevo Acceso Ferroviario a Andalucía) se estaba estudiando como alternativa a la línea por Despeñaperros, dada la necesidad de revitalizar la estancada economía del sur del país. Tras varios años de obras, la primera línea se inauguró el 14 de abril de 1992, coincidiendo con la Expo‘92 celebrada en Sevilla. En sus dos primeros años de funcionamiento, el AVE circulaba entre Madrid y la capital andaluza en 2 horas y 55 minutos, con paradas intermedias en Ciudad Real, Puertollano y Córdoba. El 23 de abril de 1993 se alcanzó el récord de velocidad de los trenes AVE con 356,8 km/h, lo que permitió que en 1994 se iniciase la explotación comercial a 300 km/h en los trenes AVE de larga distancia, reduciéndose en 40 min la duración del trayecto entre Madrid y Sevilla.
En 1987 comenzaron los proyectos para reformar el Corredor Mediterráneo y dotarlo de doble vía en toda su totalidad, proyecto del que en 1996 se inaugurarían los primeros tramos de alta velocidad, situados entre Vandellós y Oropesa del Mar, permitiendo circular al tren a 200 km/h en una infraestructura apta para esa velocidad. En el verano de 1997 entró en servicio comercial el tren Euromed, un tren de alta velocidad de ancho ibérico, que cubre la línea entre Barcelona y Alicante pasando por Tarragona, Castellón de la Plana y Valencia. Al Euromed se le sumaría en 1999 el Alaris, circulando entre Madrid y Valencia por Albacete a una velocidad máxima de 200 km/h. Ambos servicios circulan en vías parcialmente compartidas con tren convencional y con algunos tramos de vía única.

##### La Alta Velocidad española actual y futura

Red actual de ferrocarriles de alta velocidad en España.

Desde finales del siglo XX, en España se han proyectado y construido toda una serie de líneas de Alta Velocidad. Esta expansión de la red de Alta Velocidad comienza en el año 1999, cuando se proyecta la construcción de la LAV Córdoba–Málaga, para poder llevar el AVE a la Costa del Sol.
En el año 2002 comienzan las obras de la línea Madrid–Valladolid, con las obras de los túneles de Guadarrama, para salvar el Sistema Central. Además, en vista a un futuro relativamente próximo, se comienza a ejecutar la variante de Pajares (que incluye los túneles de Pajares) para conectar dicha línea con Asturias.
La construcción de una nueva línea de ancho internacional de Madrid a la frontera francesa, en su primera fase Madrid–Zaragoza–Lérida, se culmina en 2003, en que se hace el primer viaje oficial. Esta línea entra en servicio el 11 de octubre de 2003, a través del AVE Larga Distancia Madrid–Zaragoza–Lérida, que conecta estas ciudades junto a Guadalajara–Yebes y Calatayud, aunque durante los primeros años no lo hace a la velocidad prevista por no tener listo el sistema europeo normalizado de señalización ERTMS. Esta línea es la primera en España en contar con el sistema de electrificación a 2x25kV 50Hz, que permite alejar la distancia a la que se sitúan las subestaciones de tracción, sin necesidad de aumentar la tensión.
En diciembre de 2004 se inaugura el servicio Avant Sevilla–Córdoba, cuyos trayectos duran unos 40 minutos con el nuevo material S-104, que también se introduce en el servicio Avant Madrid–Ciudad Real–Puertollano (anterior AVE Lanzadera) en enero de 2005. Un material similar, los S-102, cubren el servicio AVE Larga Distancia Madrid–Zaragoza–Huesca, que se inaugura en abril de 2005.
La construcción de un nuevo acceso ferroviario de alta velocidad hasta Toledo de 21 km, partiendo de la primera infraestructura en la comarca toledana de La Sagra, permite inaugurar el servicio Avant Madrid–Toledo en noviembre de 2005. El trayecto dura menos de 30 minutos. Actualmente Toledo solo tiene acceso a la red de alta velocidad en ancho UIC, lo que imposibilita el transporte de mercancías y viajeros de otras procedencias que no sean de líneas de alta velocidad.
En mayo de 2006 se anuncia el incremento de velocidad en los servicios AVE S-102 que operan en la línea Madrid–Zaragoza–Lérida, pasando de los 200 km/h a los 250 km/h gracias a la entrada en funcionamiento del ERTMS de nivel 1, un sistema de conducción automática de los trenes compatible en un futuro con las líneas francesas y del resto de Europa. En el 17 de octubre del 2006 estos servicios comenzaron a aumentar su velocidad de circulación, pasando a circular a 280 km/h en un primer momento, y 300 km/h desde el mes de agosto de 2007. Para alcanzar los 350 km/h hay que esperar al nivel 2 del ERTMS.
En mayo de 2006 entran en servicio los Alvia, unos trenes capaces de operar en ancho internacional o ibérico con la misma locomotora, y de cambiar de ancho sin detenerse. Estos trenes recortan el tiempo de viaje entre Madrid y varias ciudades del norte de España, como Bilbao, Vitoria, Santander o Gijón.

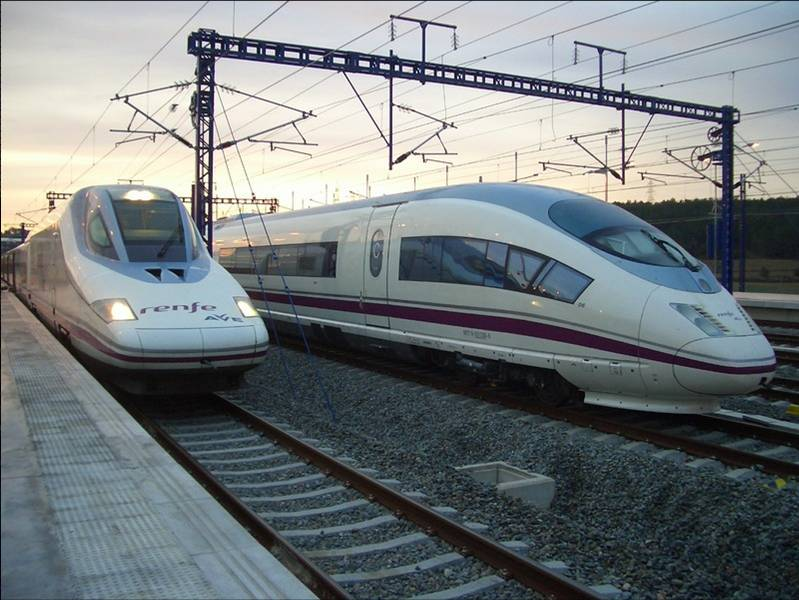
Nuevos modelos de AVE.

En octubre de 2006 comenzaron las obras del tramo de la Y Vasca, entre Arrazua/Ubarrundia - Villarreal de Álava, y se dejó para el 2008 el comienzo en el tramo guipuzcoano con el inicio de la perforación del túnel Ordicia - Isasondo. Este es el proyecto ferroviario que pretende unir mediante una vía de Alta Velocidad las tres capitales vascas Bilbao, San Sebastián y Vitoria, conectándolas entre sí mediante un trazado en "Y", en un recorrido medio de 35 minutos, y con la frontera francesa, dando continuidad a la línea de alta velocidad Valladolid-Burgos-Vitoria y por tanto con Madrid.
El 16 de diciembre de 2006 se abre el tramo Córdoba–Antequera de la línea Madrid–Córdoba–Málaga, que incluye las estaciones de Puente Genil-Herrera y Antequera-Santa Ana. Esto permitió un recorte del tiempo en los viajes entre Madrid y Algeciras, además de un nuevo itinerario hacia Granada. Dos días después se abre el tramo Lérida–Camp de Tarragona de la línea Madrid–Barcelona–Frontera Francesa.
El 22 de diciembre de 2007 se inauguró la línea Madrid-Segovia-Valladolid, y un día después el tramo que quedaba de la L.A.V. Córdoba–Málaga (Antequera–Málaga). Aunque inicialmente prevista para el 21 de diciembre, el 20 de febrero de 2008 se abrió al público el tramo Roda de Bará-Barcelona de la L.A.V. Madrid-Zaragoza-Barcelona-Frontera Francesa. De este modo la conexión por alta velocidad entre Madrid y Barcelona está operativa, con un tiempo de viaje de 2 horas y 38 minutos.
En mayo de 2009, se firmó el convenio para construir el ferrocarril de alta velocidad en Navarra, poniendo fin a trece años de parones y movimientos en falso.
El 18 de diciembre de 2010, se inaugura la LAV Madrid-Valencia con parada en Cuenca. La línea de 438 km, sumada a los ya existentes, sitúa a España como el país europeo con más kilómetros de alta velocidad y el segundo del mundo (por detrás de China).
El 9 de enero de 2013 se inaugura el tramo de LAV entre Barcelona y la estación de Figueras-Vilafant, con estación intermedia en Gerona, logrando por fin (desde diciembre del mismo año) la conexión de la red española con la red francesa.
El 18 de junio de 2013 se terminó el tramo entre Albacete y Alicante, con 165 kilómetros.

El 30 de septiembre de 2015 entró en servicio la línea entre Valladolid y León, con 165 km, y el 17 de diciembre del mismo año el tramo entre Olmedo (Valladolid) y Zamora, de 97 kilómetros. 

## La Red Transeuropea de Alta Velocidad Ferroviaria
La construcción de una red de ferrocarril que permita el transporte de viajeros en Alta Velocidad se ha convertido en los últimos años en uno de los ejes clave de la política de transportes seguida por la Unión Europea. El proceso de construcción europea, que debe conducir a la fusión de las poblaciones y economías del continente, requiere unos sistemas de transporte coherentes, por lo que la existencia de una red europea de ferrocarril de Alta Velocidad que comunique la mayoría de regiones, garantizando la movilidad de la población, supondría un importante elemento de integración y cohesión social y económica.
Pero para la realización de un proyecto de semejante envergadura no basta únicamente con el apoyo de la Unión Europea, sino que este debe ir acompañado del respaldo de los diferentes gobiernos de los Estados miembros, tanto regionales como nacionales, así como de todos los órganos gestores y autoridades ferroviarias del continente.
Una red europea de trenes de Alta Velocidad debe integrar únicamente aquellas líneas que realmente tengan interés desde el punto de vista comunitario; de esta manera, se deberán incluir en ella los enlaces transfronterizos, las principales líneas de tránsito intracomunitario y aquellos enlaces que correspondan a objetivos importantes de cohesión económica y social.
Sin embargo, es evidente que dicha red no se construirá a partir de cero, sino que se apoyará en las diferentes redes de Alta Velocidad, más o menos extensas, de las que ya disponen algunos de los estados de la Unión Europea. Estas redes existentes obedecen a planes directores nacionales por lo que contienen líneas de interés puramente regional o nacional. Esto evidencia que la red europea no debe basarse simplemente en la superposición de las redes nacionales de los diferentes países, sino que debe ir un paso más allá y asegurar una serie de conexiones a “nivel europeo”.
Estas actuaciones prioritarias que debían vertebrar la futura red europea se establecieron en el Consejo europeo de Essen en 1994, pasando a integrarse, ya en 1996, dentro de las actuaciones previstas en el gran proyecto de la red de transporte transeuropea TEN-T. En un principio se trataban de las siete actuaciones básicas que se citan a continuación:
- PBKAL (red París - Bruselas - Colonia - Ámsterdam - Londres)
- Ruta del Este
- Rutas del Sur
- Ruta Francia-Italia
- WCML (West Coast Main Line)
- Ruta Norte-Sur
- Oresund
- Triángulo Nórdico

Sin embargo, en el Consejo europeo de Barcelona de octubre de 2001, la Comisión europea revisó las directrices de la red TEN-T, proponiendo seis nuevos proyectos, dos de los cuales afectaban directamente a la futura red de Alta Velocidad:
- Ruta Europea del Este.
- Fehmarn Belt.

## La Alta Velocidad ferroviaria Asiática
En los últimos años, varios países del sudeste asiático se han incorporado al proyecto de las líneas de Alta Velocidad. Estos países (Corea del Sur, Taiwán y China) han desarrollado sus líneas fundamentalmente con tecnología japonesa y francesa.

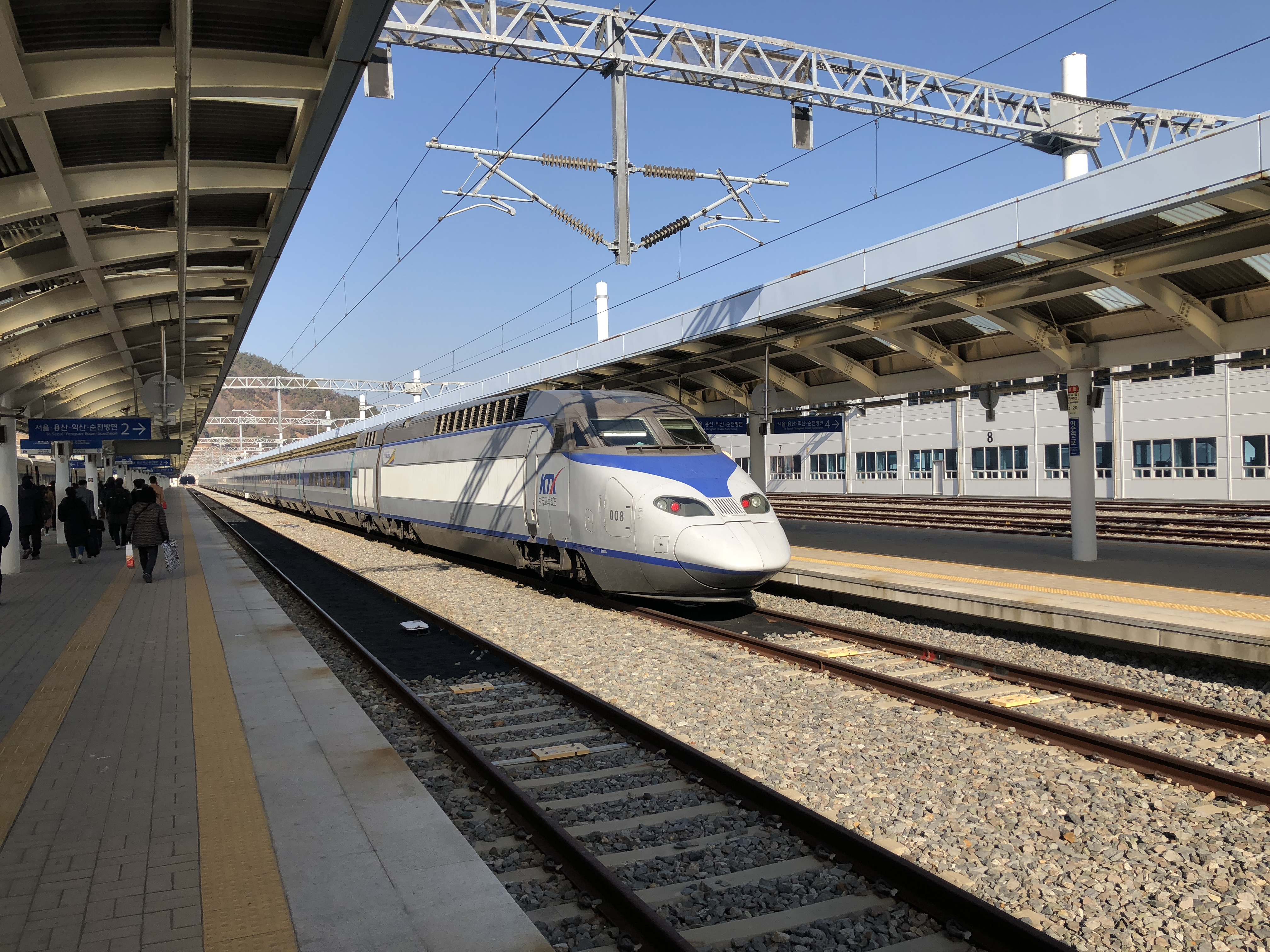
KTX

### Corea del Sur
El 16 de diciembre de 1999 se inauguró el primer tramo de alta velocidad ferroviaria del Asia continental, de 34,4 kilómetros de longitud entre Seúl y Suwon, sirviendo para pruebas de todos los sistemas de la línea. Este tramo forma parte de la línea que une Seúl con Busán, de 448 km, terminada en 2010, y cuyo tramo hasta Daegu se inauguró en 2004.
También se está construyendo una línea de alta velocidad entre Osong y Mokpo, cuyo tramo hasta Gwangju se inauguró en 2015 y se espera que esté terminada en 2020. Además, también se están construyendo las nuevas líneas de Seúl hasta Gangneung, en la costa nordeste (120 km y con finalización prevista en diciembre de 2017), y entre Miryang y Gwangju (301 km para 2020).

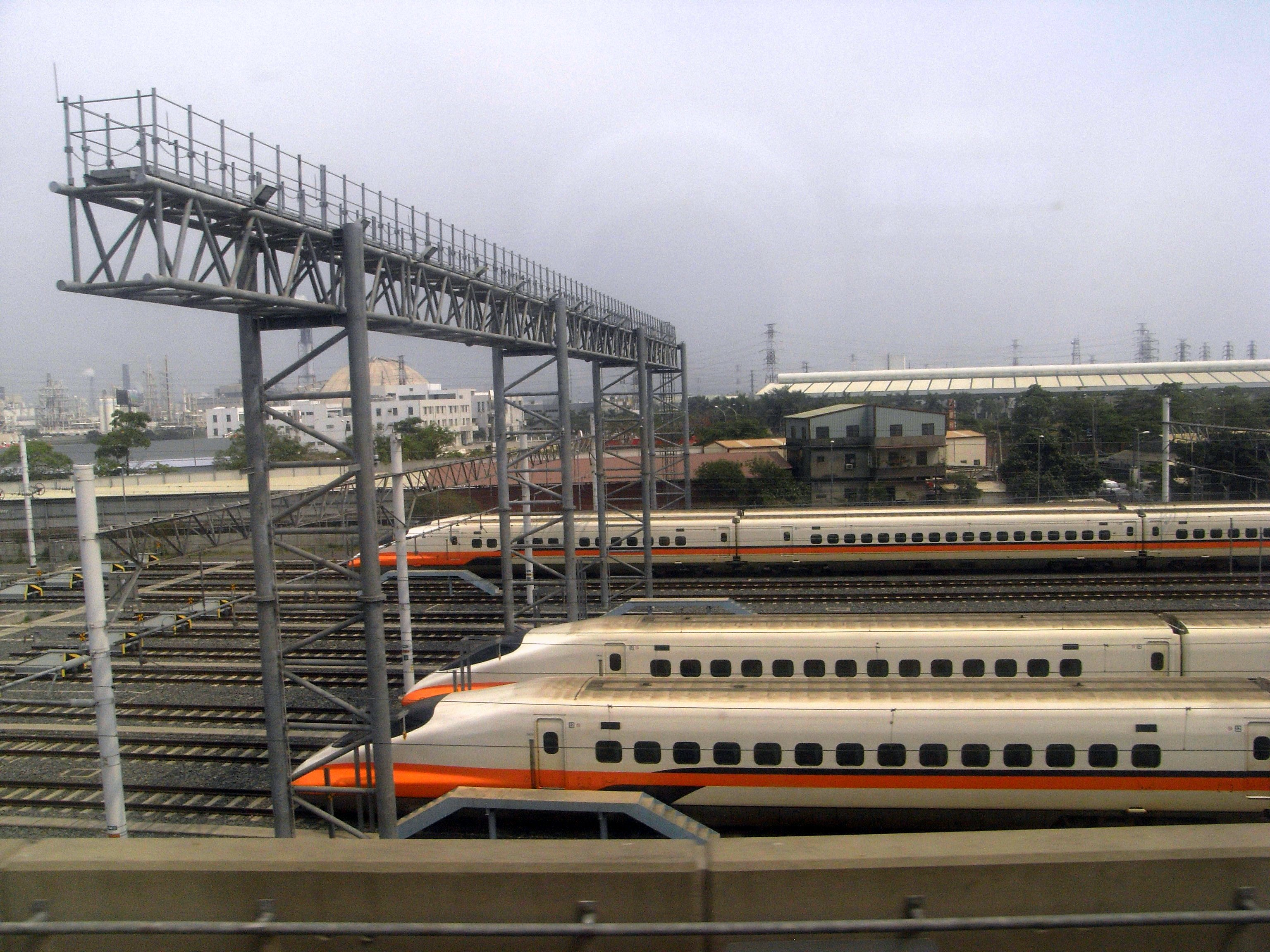
Trenes de alta velocidad de Taiwán.

### República de China
El gobierno de Taiwán reconoció a finales de los años ochenta que el crecimiento alrededor de la capital, Taipéi, situada en el norte del país, era muy desproporcionado. En un intento por aliviar la congestión del tráfico y promover el desarrollo socioeconómico fuera de la capital, se creó a principios de los años noventa la Corporación Ferroviaria de Alta Velocidad de Taiwán (THSRC), con el objetivo de diseñar y construir un enlace ferroviario de alta velocidad entre Taipéi y Kaohsiung, al Sur. La línea, de 345 km de longitud, está concebida para transportar hasta 300.000 viajeros diarios, a una velocidad máxima de 300 km/h. La línea discurre por la zona oeste de la isla, muy densamente poblada.
La apertura de la línea de alta velocidad estaba inicialmente prevista para octubre de 2005. Esta fecha se retrasó al 31 de octubre de 2006, y, de nuevo, al 5 de enero de 2007, que es cuando se ha inaugurado finalmente.
Esta línea, con un coste de 13.146 millones de euros, es el proyecto de financiación privada más importante del mundo y ha sido construido mediante la fórmula construcción-explotación-traspaso (BOT son sus siglas en inglés). La concesión tendrá una duración de 35 años, tras lo cual, la línea se entregará al Estado.
El diseño requería que la línea de alta velocidad atravesara los túneles existentes bajo Taipéi, para luego penetrar en la nueva infraestructura. El tramo norte, de 185 km, posee 49 km de túneles y 95 km de viaductos, pues atraviesa un terreno montañoso. El tramo sur tiene una longitud de 157 km de viaducto continuo.
La mayoría de la vía es del tipo J-Placa, aunque el equipo de diseño optó por la vía en placa Rheda para los desvíos y puntos de transición en viaductos, así como por vías de baja vibración en los túneles bajo las ciudades.

### República Popular China

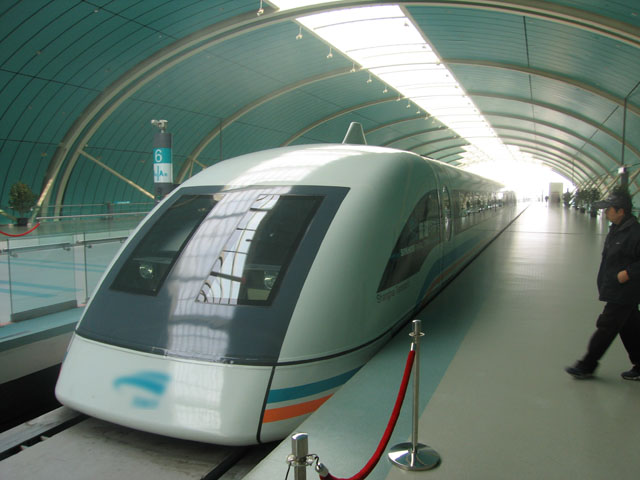
Maglev parado en la estación de Longyang.

Una semana antes de los JJ. OO. de Pekín 2008 se inauguró la línea de AV interurbana que unía la ciudad con la cercana ciudad costera de Tianjin. La construcción de este nuevo ferrocarril empezó en el mes de julio de 2005, y significó un coste total de 21.500 millones de yuanes (3100 millones de dólares). El ferrocarril interurbano Pekín-Tianjin, también la primera línea ferroviaria interurbana de alta velocidad en China, fue la primera vía férrea en el mundo en la que los trenes de pasajeros podían circular a una velocidad de 350 kilómetros por hora.

El cambio en la política de velocidades y precios, desde la destitución y condena del ministro de Ferrocarriles Liu Zhijun en febrero de 2011, provocó la reducción de la velocidad máxima hasta los 309 km/h y el ralentizamiento y nuevo estudio de las siguientes líneas. El grave accidente de Wenzhou, el 23 de julio de 2011, ahondó aún más en esta paralización, aunque la construcción de nuevas líneas fue retomada en 2012 y se espera aumentar la velocidad hasta los 350 km/h en 2016. A finales del año 2016 la red de alta velocidad china contaba con 9 870 km aptos para 350 km/h, y 8 931 para 250 km/h. 

Además de estas líneas de Alta Velocidad convencional, China cuenta con una línea de levitación magnética. Esta línea une a Shanghái con su aeropuerto, tardando tan solo 7 minutos 20 segundos en recorrer los 30 km a una velocidad máxima de 431 km/h y una media de 250 km/h, siendo la única línea de cierta envergadura en funcionamiento en el mundo en la actualidad. 

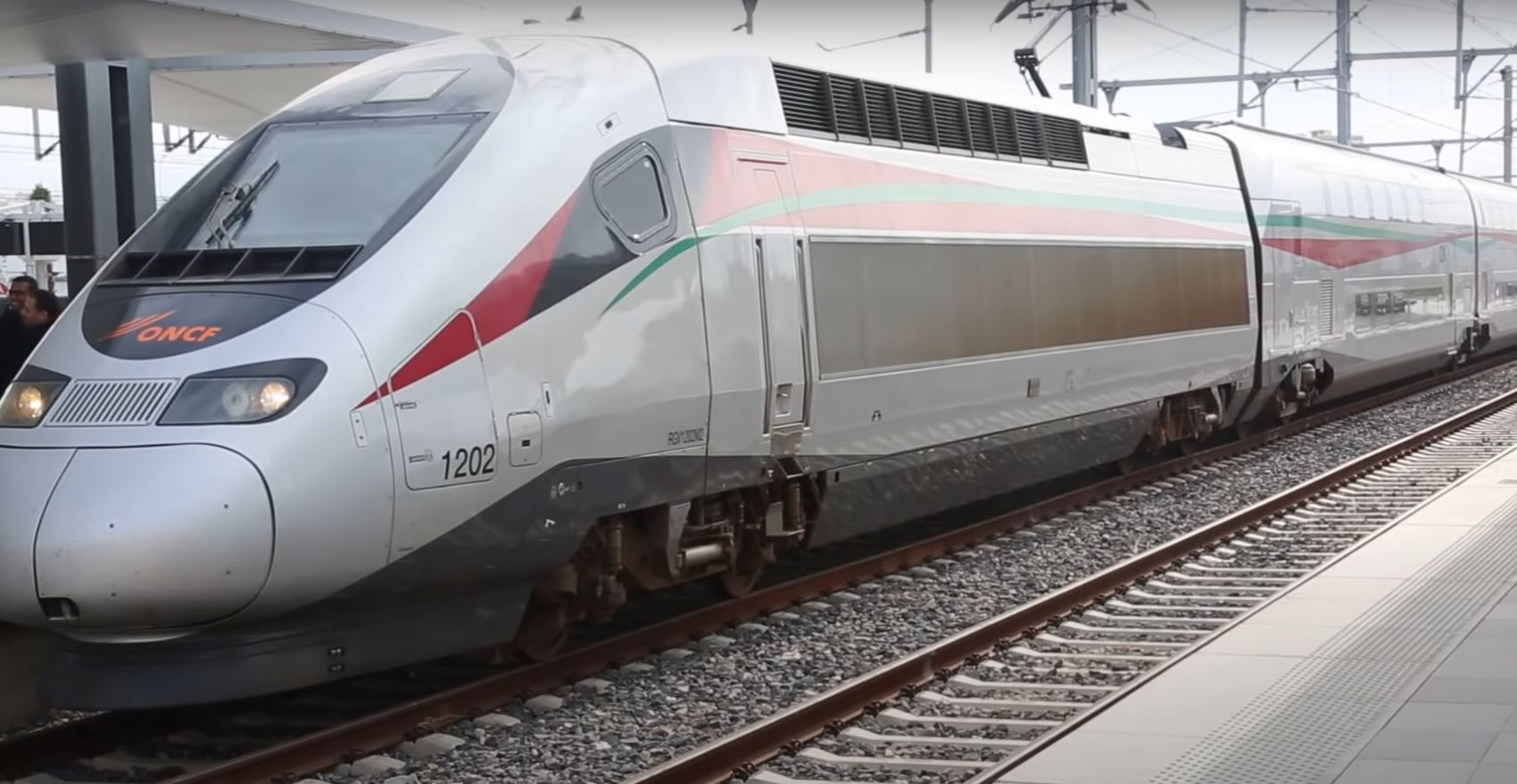
TGV Al- Boraq

### La Alta Velocidad Ferroviaria Africana
El primer tren de alta velocidad en África se puso en funcionamiento en el 2018 en Marruecos, con la puesta en servicio del tramo Casablanca-Tánger, una distancia de 323 km que se realizan en 2 horas y 10 minutos. Se denominó a este servicio como Al-Boraq, el cual es operado por los ferrocarriles marroquíes (ONCF).

## Longitud de las redes de alta velocidad
China cuenta, tras la inauguración de la línea Xuzhou-Zhengzhou el 10 de septiembre de 2016, con una red de 9 696 km aptos para 350 km/h y 11 170 de línea nueva para 250 km/h para uso exclusivo de trenes de viajeros; aparte, a 31 de diciembre de 2010 contaba con 2 902 km de líneas convencionales de uso mixto para 200 km/h. (Ver Longitud de las LAV en China).
España cuenta en 2020 con entre 3.330 km (según la UIC) y 3.402 km (según Adif). La diferencia viene dada porque la UIC considera de alta velocidad a las líneas o tramos Zaragoza-Huesca, Ourense-Santiago y Sevilla-Cádiz mientras que Adif no lo hace; mientras que Adif sí considera el tramo Plasencia-Badajoz mientras que la UIC no lo hace. Por ello, las características de las mismas pueden ser son muy heterogéneas, y van desde los 200 km/h de velocidad máxima del tramo Zaragoza-Huesca y Plasencia-Badajoz (aunque haya otras líneas o tramos «no AV» que superan esas velocidades), hasta los 310 km/h máximos de la Línea de alta velocidad Madrid-Zaragoza-Barcelona-Frontera francesa, por lo que la comparación con el resto de países resulta compleja al contar algunos países como España con muchos tramos y kilómetros con velocidades menores a 250 km/h que se consideran «alta velocidad» según los criterios de algunos organismos o administraciones (que bien podrían considerarse «altas prestaciones»). (Ver Longitud de las LAV en España).
Japón cuenta, tras la inauguración del primer tramo del Hokkaido Shinkansen el 26 de marzo de 2016, con una red de 2 734 km aptos para 260/320 km/h, totalizarían 3 041 si, como hace la UIC, se suman las líneas Mini-Shinkansen, líneas convencionales cuyo ancho se adaptó al estándar para que pudiesen circular por ellas los trenes de alta velocidad a un máximo de 130 km/h.
Francia cuenta, tras la inauguración del segundo tramo de la Este el 3 de julio de 2016, con una red de 2 151 km aptos para 300/320 km/h.
Alemania cuenta, tras la inauguración del tramo Gröbers-Erfurt el 13 de diciembre de 2015, con una red de 1 475 km, 1 173 de ellos aptos para 250/300 km/h.
Italia cuenta, tras la inauguración de la Variante de Bolonia el 22 de junio de 2012, con una red de 923 km aptos para 250/300 km/h.
Turquía cuenta, tras la inauguración del tramo Eskisehir-Izmit el 25 de julio de 2014, con una red de 688 km aptos para 250 km/h.
Corea del Sur cuenta, tras la inauguración del tramo Osong-Gwangju el 2 de abril de 2015, con una red de 598 km aptos para 305 km/h.
Taiwán cuenta, tras la inauguración del tramo Taipéi-Nangang el 2 de julio de 2016, con una red de 354 km aptos para 250/300 km/h.
Otros países con red de alta velocidad según la UIC son: Bélgica (209 km para 260/300 km/h), Holanda (120 km para 300 km/h), Reino Unido (113 km para 300 km/h), Austria (48 km de uso mixto para 230 km/h), Suiza (35 km de uso mixto para 250 km/h), e incluso el Corredor Noreste de Estados Unidos: 362 km de uso mixto para un máximo de 241 km/h y una mejor velocidad media de 134 km/h. Actualizando los datos de la UIC, el 3 de julio de 2016 el total mundial asciende a 31 942 kilómetros.
Fuente: la UIC hasta el 1 de septiembre de 2014, y actualizada según medios especializados hasta julio de 2016.

## Número de viajeros
Es difícil saber el número de viajeros en alta velocidad ya que los operadores suelen facilitar la cifra de los viajeros en trenes de alta velocidad (TAV), tanto si circulan sobre líneas de alta velocidad (LAV), como si lo hacen sobre la red convencional. La UIC publica datos de viajeros en alta velocidad con la advertencia de que se trata del tráfico en trenes de alta velocidad (incluyendo trenes basculantes aptos para 200 km/h) y que no requiere el uso de líneas de alta velocidad. Tampoco existe mucho consenso sobre qué líneas deben ser consideradas de alta velocidad. Por otra parte el dato más difundido suele ser el de Viajeros, cuando es mucho más representativo (ingresos, gastos, consumo energético, uso del material, reducción de CO2, etc.) el de Viajeros-km, resultado de multiplicar el número de Viajeros por el de kilómetros recorridos; al dividir los Viajeros-km entre los Viajeros resulta el recorrido medio.
El caso más sencillo es Taiwán, ya que su única línea de alta velocidad tiene distinto ancho y no tiene comunicación con las líneas convencionales; en 2015 THSRC tuvo 50,562 millones de Viajeros y 9,655 miles de millones de Viajeros-km.

La red Shinkansen de Japón también tiene distinto ancho que las líneas antiguas (Zairaisen), y transportó 321,6 millones de Viajeros y 86 miles de millones de Viajeros-km en 2012. Sin embargo, este dato incluye a los viajeros sobre el Mini-Shinkansen, líneas convencionales cuyo ancho se adaptó al estándar con una velocidad máxima de 130 km/h. 

Las líneas de alta velocidad de China tienen el mismo ancho (el estándar) que las líneas convencionales, así que sus trenes de alta velocidad circulan por ambas redes. En 2013 los trenes CRH transportaron 672 millones de viajeros, 530 de los cuales fueron sobre líneas de alta velocidad; y 221,7 miles de millones de Viajeros-km, 214,1 sobre líneas de alta velocidad.
Corea del Sur está en el mismo caso que China, pero Korail solo publica los datos de viajeros en trenes de alta velocidad (los KTX), tanto por líneas de alta velocidad como por líneas convencionales a un máximo de 160 km/h. En 2014 tuvo 56,916 millones de Viajeros y 14,433 miles de millones de Viajeros-km. En cambio, el National Bureau of Statistics South Korea sí separa los Viajeros por cada línea, alcanzando los 50,377 millones de Viajeros sobre líneas de alta velocidad sobre un total de 60,535 millones de Viajeros en trenes KTX en 2015, aunque no detalla los Viajeros-km. A partir de 2017 tendrá un operador privado: Supreme Railways.
Francia también tiene el mismo ancho, y SNCF solo publica los datos de viajeros en trenes TGV (TGV, idTGV, Ouigo y los internacionales Eurostar, Thalys, Alleo, Lyria y Rhealys), tanto por líneas de alta velocidad como por líneas convencionales. En 2012 tuvo 114,2 millones de Viajeros y 54,035 miles de millones de Viajeros-km; contando solo los trenes nacionales tuvo 99,7 millones de Viajeros y algo menos de 51 miles de millones de Viajeros-km en el mismo año; Ouigo transportó 3,6 millones de Viajeros en 2014.
Otro tanto sucede en Italia, donde Trenitalia (FdS) solo publica los datos de viajeros en trenes Frecce. La división Premium de larga distancia (LD) incluye los trenes Frecciabianca, que circulan a un máximo de 200 km/h sobre líneas de alta velocidad, aunque la mayor parte de su recorrido se realiza por líneas convencionales; los Frecciargento (250 km/h) que alternan ambos tipos de líneas y los Frecciarossa (300 km/h) que circulan generalmente sobre líneas de alta velocidad. En 2013 tuvo 42 millones de Viajeros y 13,277 miles de millones de Viajeros-km. Desde 2012 también opera la compañía privada NTV, que transportó 9,1 millones de Viajeros en 2015 con un recorrido similar al de los Frecciarossa.
Y en Alemania, donde DB solo publica los datos de viajeros en trenes ICE, tanto si circulan por líneas de alta velocidad, por líneas convencionales adaptadas a velocidades en torno a 200 km/h o por líneas convencionales modernizadas para un máximo de 160 km/h; el dato incluye a los trenes ICE TD y T, que tienen una velocidad máxima de 200 y 230 km/h. En 2015 tuvo 79,5 millones de Viajeros y 25,28 miles de millones de Viajeros-km.
La línea HS1 del Reino Unido es utilizada al completo por los trenes Eurostar y también, aunque solo desde Londres hasta Ebbsfleet y Stratford International, por los trenes Javelin de Southeastern Railway, que después circulan por líneas convencionales a un máximo de 160 km/h. En 2015 Eurostar tuvo 10,399 millones de Viajeros y 1,705 miles de millones de Viajeros-km, contando también el recorrido por el Eurotúnel, mientras que Southeastern Railway transportó sobre líneas de alta velocidad 12,41 millones de Viajeros y 0,931 miles de millones de Viajeros-km en 2014.
En España las líneas de alta velocidad tienen, generalmente, distinto ancho que las líneas convencionales, pero eso no facilita la información ya que Fomento y Renfe publican como viajeros en alta velocidad los datos de viajeros de larga distancia (LD), tanto por líneas de alta velocidad como por líneas convencionales; según ese criterio en 2015 hubo 30,809 millones de Viajeros y 13,479 miles de millones de Viajeros-km. En cambio la UIC sí que cuenta a los Viajeros en Avant, aunque hasta 2008 (de ahí el salto en la serie) no lo hacía con el resto de los viajeros en larga distancia; según ese criterio en 2015 hubo 37,507 millones de Viajeros y 14,277 miles de millones de Viajeros-km. Por líneas de alta velocidad circulan los trenes que prestan servicio Ave y Avant (solo tienen ancho estándar) y, parcialmente, los de ancho variable que prestan los servicios Alvia, la mayoría de Intercity y algunos Altaria y Trenhotel; tanto los Avant como los Intercity forman parte de la división de media distancia (MD), así que no figuran en las estadísticas de alta velocidad. También viajan en trenes de alta velocidad los pasajeros sinergiados de MD en trenes Alvia e Intercity sobre líneas convencionales. Por otra parte, desde 2013 la línea convencional (aunque con tramos aptos para 220 km/h) Valencia-Vandellós está incluida en ADIF AV, así que se pueden considerar viajeros de alta velocidad a todos los de larga distancia excepto los de los servicios Madrid-Almería, Madrid-Murcia, el Intercity País Vasco-Galicia y los nocturnos Madrid-Galicia. Número de viajeros en alta velocidad

### Número de viajeros
Número de viajeros en trenes de alta velocidad en Asia (en millones)
| Año   | Total mundial | Japón      | Corea AV | Corea   | Taiwán  | China AV  | China     | Turquía | Resto del mundo |
| 1964  | 11,018        | 11,018     |          |         |         |           |           |         |                 |
| 1965  | 30,967        | 30,967     |          |         |         |           |           |         |                 |
| 1966  | 43,784        | 43,784     |          |         |         |           |           |         |                 |
| 1967  | 55,250        | 55,250     |          |         |         |           |           |         |                 |
| 1968  | 65,903        | 65,903     |          |         |         |           |           |         |                 |
| 1969  | 71,574        | 71,574     |          |         |         |           |           |         |                 |
| 1970  | 84,627        | 84,627     |          |         |         |           |           |         |                 |
| 1971  | 85,354        | 85,354     |          |         |         |           |           |         |                 |
| 1972  | 109,854       | 109,854    |          |         |         |           |           |         |                 |
| 1973  | 128,079       | 128,079    |          |         |         |           |           |         |                 |
| 1974  | 133,195       | 133,195    |          |         |         |           |           |         |                 |
| 1975  | 152,718       | 152,718    |          |         |         |           |           |         |                 |
| 1976  | 143,465       | 143,465    |          |         |         |           |           |         |                 |
| 1977  | 126,796       | 126,796    |          |         |         |           |           |         |                 |
| 1978  | 123,689       | 123,689    |          |         |         |           |           |         |                 |
| 1979  | 123,767       | 123,767    |          |         |         |           |           |         |                 |
| 1980  | 125,636       | 125,636    |          |         |         |           |           |         | Resto del mundo |
| 1981  | 126,879       | 125,619    |          |         |         |           |           |         | 1,260           |
| 1982  | 148,987       | 142,907    |          |         |         |           |           |         | 6,080           |
| 1983  | 170,549       | 161,349    |          |         |         |           |           |         | 9,200           |
| 1984  | 177,590       | 163,790    |          |         |         |           |           |         | 13,800          |
| 1985  | 195,233       | 179,833    |          |         |         |           |           |         | 15,400          |
| 1986  | 198,812       | 183,012    |          |         |         |           |           |         | 15,800          |
| 1987  | 235,020       | 218,020    |          |         |         |           |           |         | 17,000          |
| 1988  | 259,310       | 241,010    |          |         |         |           |           |         | 18,300          |
| 1989  | 271,510       | 250,310    |          |         |         |           |           |         | 21,200          |
| 1990  | 307,085       | 276,480    |          |         |         |           |           |         | 30,605          |
| 1991  | 337,528       | 293,620    |          |         |         |           |           |         | 43,908          |
| 1992  | 352,185       | 295,050    |          |         |         |           |           |         | 57,135          |
| 1993  |               | 294,260    |          |         |         |           |           |         |                 |
| 1994  |               | 281,130    |          |         |         |           |           |         |                 |
| 1995  |               | 294,920    |          |         |         |           |           |         |                 |
| 1996  |               | 300,100    |          |         |         |           |           |         |                 |
| 1997  |               | 303,670    |          |         |         |           |           |         |                 |
| 1998  |               | 304,570    |          |         |         |           |           |         |                 |
| 1999  | 448,540       | 301,140    |          |         |         |           |           |         | 147,400         |
| 2000  |               | 304,210    |          |         |         |           |           |         |                 |
| 2001  |               | 306,840    |          |         |         |           |           |         |                 |
| 2002  |               | 302,800    | (LAV)    | (KTX)   |         |           |           |         |                 |
| 2003  |               | 306,510    | Corea AV | Corea   |         |           |           |         |                 |
| 2004  |               | 313,970    | 16,699   | 19,882  |         |           |           |         |                 |
| 2005  |               | 326,450    | 26,852   | 32,368  | (THSRC) | (LAV)     | (CRH)     |         |                 |
| 2006  |               | 329,530    | 30,191   | 36,490  | Taiwán  | China AV  | China     |         |                 |
| 2007  |               | 342,050    | 30,979   | 37,284  | 15,558  | 86,500    |           | (YHT)   |                 |
| 2008  |               | 310,290    | 31,533   | 38,015  | 30,581  | 127,400   |           | Turquía |                 |
| 2009  |               | 288,880    | 31,010   | 37,394  | 32,349  | 179,580   |           | 0,942   |                 |
| 2010  |               | 292,000    | 34,342   | 41,303  | 36,940  | 290,540   |           | 1,890   |                 |
| 2011  | 1.147,729     | 307,040    | 39,060   | 50,309  | 41,629  | 440,000   |           | 2,557   | 320,000         |
| 2012  |               | 321,600    | 39,896   | 52,802  | 44,526  | 485,500   |           | 3,350   |                 |
| 2013  |               | 334,300    | 42,005   | 54,829  | 47,486  | 530,000   | 672,000   | 4,207   |                 |
| 2014  |               | 340,000    | 43,621   | 56,916  | 48,025  |           | 893,200   |         |                 |
| 2015  |               |            | 50,377   | 60,535  | 50,562  | 910,000   | 1.100,000 |         |                 |
| TOTAL |               | 10.952,953 | 416,565  | 518,128 | 347,656 | 4.000,000 | 5.000,000 | 12,946  |                 |
|       |               |            |          |         |         |           |           |         |                 |

Fuentes: Corea Taiwán, Turquía resto de países, hasta 2011 2007/2012 2013/2015 China 2013 China 2015 Japón 2013 y 2014

Número de viajeros en trenes de alta velocidad en Europa (en millones)
| Año   | Francia   | Italia       | Italia  | Alemania  | España  | R. Unido   | R. Unido       | Bélgica | Holanda |
| 1979  | (TGV)     |              |         |           |         |            |                |         |         |
| 1980  | Francia   |              |         |           |         |            |                |         |         |
| 1981  | 1,260     |              |         |           |         |            |                |         |         |
| 1982  | 6,080     |              |         |           |         |            |                |         |         |
| 1983  | 9,200     |              |         |           |         |            |                |         |         |
| 1984  | 13,800    |              |         |           |         |            |                |         |         |
| 1985  | 15,400    |              |         |           |         |            |                |         |         |
| 1986  | 15,800    | (Frecce)     |         |           |         |            |                |         |         |
| 1987  | 17,000    | (Trenitalia) |         |           |         |            |                |         |         |
| 1988  | 18,300    | Italia       |         |           |         |            |                |         |         |
| 1989  | 20,700    | 0,500        |         | (ICE)     |         |            |                |         |         |
| 1990  | 29,900    | 0,695        |         | Alemania  | (Renfe) |            |                |         |         |
| 1991  | 37,000    | 0,800        |         | 5,900     | España  |            |                |         |         |
| 1992  | 39,300    | 0,901        |         | 15,300    | 1,314   | (Eurostar) |                |         |         |
| 1993  | 40,100    |              |         | 16,400    | 3,256   | R. Unido   |                |         |         |
| 1994  | 43,900    |              |         | 20,800    | 3,554   |            |                | (SNCB)  | (NS)    |
| 1995  | 46,600    |              |         | 24,600    | 3,860   | 2,920      |                | Bélgica | Holanda |
| 1996  | 55,900    | 3,348        |         | 27,363    | 4,095   | 4,995      |                |         |         |
| 1997  | 62,700    |              |         | 28,300    | 4,398   | 6,004      |                |         |         |
| 1998  | 68,900    |              |         | 31,400    | 4,749   | 6,308      |                |         |         |
| 1999  | 74,300    |              |         | 35,640    | 5,187   | 6,593      |                |         |         |
| 2000  | 79,700    | 15,510       |         | 41,610    | 5,615   | 7,130      |                |         |         |
| 2001  | 83,500    |              |         | 46,700    | 5,986   | 6,947      |                |         |         |
| 2002  | 87,900    |              |         | 47,600    | 6,276   | 6,603      |                |         |         |
| 2003  | 86,700    |              |         | 56,500    | 6,008   | 6,315      |                |         |         |
| 2004  | 90,900    | 20,712       |         | 63,704    | 6,193   | 7,277      |                |         |         |
| 2005  | 93,500    |              |         | 66,800    | 7,178   | 7,454      |                |         |         |
| 2006  | 96,900    |              |         | 66,900    | 8,700   | 7,858      |                |         |         |
| 2007  | 104,000   | 23,430       |         | 70,531    | 9,099   | 8,261      | (Javelin)      | 9,163   | 5,410   |
| 2008  | 114,000   | 23,882       |         | 74,700    | 16,300  | 9,113      | (Southeastern) | 9,697   | 5,916   |
| 2009  | 111,000   | 33,374       | (Italo) | 73,200    | 28,749  | 9,220      | R. Unido       | 9,561   | 6,005   |
| 2010  | 112,600   | 35,155       | (NTV)   | 77,800    | 28,093  | 9,529      | 7,200          |         |         |
| 2011  | 114,200   | 37,941       | Italia  | 76,100    | 28,901  | 9,680      | 8,200          |         |         |
| 2012  | 114,200   | 39,838       | 2,052   | 76,600    | 28,393  | 9,912      | 9,000          |         |         |
| 2013  |           | 42,000       | 6,199   | 78,800    | 32,123  | 10,133     | 10,000         |         |         |
| 2014  |           |              | 6,600   | 78,000    | 35,927  | 10,398     | 12,410         |         |         |
| 2015  |           |              | 9,100   | 79,500    | 37,507  | 10,399     |                |         |         |
| TOTAL | 1.905,240 |              | 23,951  | 1.280,748 | 321,461 | 163,050    | 46,810         |         |         |
|       |           |              |         |           |         |            |                |         |         |

Fuentes: Francia hasta 2009 Alemania 2007/2015 Frecce 2011 2012 2013 Italo 2012 2013 2014 y 2015. España, hasta 2007 la UIC solo contaba los viajeros en Ave y Avant, desde 2008 también cuenta al resto de los viajeros en LD, incluyendo Alvia Eurostar Javelin 2010 2011 2012/2014 resto de países, hasta 2013 2013/2015

Número de viajeros en trenes para 200/250 km/h sobre líneas modernizadas en el resto del mundo (en millones)
| Año   | Suecia | Finlandia | Portugal        | R. Checa | Eslovenia | Polonia       | Suiza | Noruega | EE UU   | Rusia  |
| 1988  | (SJ)   |           |                 |          |           |               |       |         |         |        |
| 1989  | Suecia |           |                 |          |           |               |       |         |         |        |
| 1990  | 0,010  |           |                 |          |           |               |       |         |         |        |
| 1991  | 0,208  |           |                 |          |           |               |       |         |         |        |
| 1992  | 0,320  |           |                 |          |           |               |       |         |         |        |
| 1993  | 0,382  |           |                 |          |           |               |       |         |         |        |
| 1994  | 0,440  | (VR)      |                 |          |           |               |       |         |         |        |
| 1995  | 0,588  | Finlandia |                 |          |           |               |       |         |         |        |
| 1996  |        |           |                 |          |           |               |       |         |         |        |
| 1997  |        |           |                 |          |           |               |       |         |         |        |
| 1998  |        |           |                 |          |           |               |       |         |         |        |
| 1999  |        |           |                 |          |           |               |       |         | (Acela) |        |
| 2000  |        |           |                 |          |           |               |       |         | EE UU   |        |
| 2001  |        |           |                 |          |           |               |       |         |         |        |
| 2002  |        |           | (Alfa Pendular) | (CD)     |           |               |       |         | 3,214   |        |
| 2003  |        |           | Portugal        | R. Checa |           |               |       |         | 2,363   |        |
| 2004  |        |           |                 |          |           |               |       |         | 2,569   |        |
| 2005  |        |           |                 |          |           |               | (SBB) | (NSB)   | 1,773   |        |
| 2006  |        |           |                 |          | (ICS)     |               | Suiza | Noruega | 2,668   |        |
| 2007  | 8,470  | 2,267     | 1,793           | 1,113    | Eslovenia |               |       | 5,400   | 3,191   | (RZD)  |
| 2008  | 8,764  | 2,421     | 1,795           | 0,915    | 0,109     |               |       | 5,400   | 3,399   | Rusia  |
| 2009  | 9,071  | 2,278     | 1,801           | 0,785    | 0,123     |               |       | 5,411   | 3,020   | 0,040  |
| 2010  |        | 2,368     |                 |          |           |               |       | 5,665   | 3,219   | 1,900  |
| 2011  |        | 2,472     |                 |          |           |               |       | 5,895   | 3,379   | 2,800  |
| 2012  |        | 2,372     |                 |          |           | (EIC Premium) |       | 6,059   | 3,395   | 3,200  |
| 2013  |        | 2,495     |                 |          |           | Polonia       |       |         | 3,343   | 3,800  |
| 2014  |        |           |                 |          |           |               |       |         | 3,545   |        |
| 2015  |        |           |                 |          |           | 3,600         |       |         | 3,474   |        |
| TOTAL |        |           |                 |          |           |               |       | 33,830  | 42,552  | 11,740 |
|       |        |           |                 |          |           |               |       |         |         |        |

Fuentes: Polonia Acela 2002/2012 (en 2002 suman Metroliner) 2013 y 2014. El operador ruso RZD incluye los servicios Siemens Sapsan (250 km/h), Alstom Allegro (220 km/h) y Talgo Strizh (200 km/h), realizados sobre líneas modernizadas para 200/250 km/h. Resto de países

### Número de viajeros-kilómetro
Número de viajeros-km en trenes de alta velocidad en Asia (en miles de millones)
| Año   | Total mundial | Japón     | Corea   | Taiwán  | China AV | China   | Turquía | Resto del mundo |
| 1964  | 3,912         | 3,912     |         |         |          |         |         |                 |
| 1965  | 10,651        | 10,651    |         |         |          |         |         |                 |
| 1966  | 14,489        | 14,489    |         |         |          |         |         |                 |
| 1967  | 17,911        | 17,911    |         |         |          |         |         |                 |
| 1968  | 21,027        | 21,027    |         |         |          |         |         |                 |
| 1969  | 22,816        | 22,816    |         |         |          |         |         |                 |
| 1970  | 27,890        | 27,890    |         |         |          |         |         |                 |
| 1971  | 26,795        | 26,795    |         |         |          |         |         |                 |
| 1972  | 34,095        | 34,095    |         |         |          |         |         |                 |
| 1973  | 38,989        | 38,989    |         |         |          |         |         |                 |
| 1974  | 40,671        | 40,671    |         |         |          |         |         |                 |
| 1975  | 53,317        | 53,317    |         |         |          |         |         |                 |
| 1976  | 48,147        | 48,147    |         |         |          |         |         |                 |
| 1977  | 42,187        | 42,187    |         |         |          |         |         |                 |
| 1978  | 41,074        | 41,074    |         |         |          |         |         |                 |
| 1979  | 40,985        | 40,985    |         |         |          |         |         |                 |
| 1980  | 41,790        | 41,790    |         |         |          |         |         | Resto del mundo |
| 1981  | 42,337        | 41,717    |         |         |          |         |         | 0,620           |
| 1982  | 49,445        | 46,105    |         |         |          |         |         | 3,340           |
| 1983  | 55,780        | 50,440    |         |         |          |         |         | 5,340           |
| 1984  | 58,556        | 50,826    |         |         |          |         |         | 7,730           |
| 1985  | 64,143        | 55,423    |         |         |          |         |         | 8,720           |
| 1986  | 64,873        | 55,943    |         |         |          |         |         | 8,930           |
| 1987  | 67,223        | 57,413    |         |         |          |         |         | 9,810           |
| 1988  | 74,840        | 64,350    |         |         |          |         |         | 10,490          |
| 1989  | 77,675        | 65,965    |         |         |          |         |         | 11,710          |
| 1990  | 87,403        | 72,173    |         |         |          |         |         | 15,230          |
| 1991  | 94,620        | 74,220    |         |         |          |         |         | 20,400          |
| 1992  | 98,283        | 73,060    |         |         |          |         |         | 25,223          |
| 1993  | 100,362       | 72,564    |         |         |          |         |         | 27,798          |
| 1994  | 99,261        | 68,249    |         |         |          |         |         | 31,012          |
| 1995  | 103,650       | 70,826    |         |         |          |         |         | 32,823          |
| 1996  | 110,849       | 72,948    |         |         |          |         |         | 37,901          |
| 1997  | 115,520       | 72,816    |         |         |          |         |         | 42,704          |
| 1998  | 119,475       | 71,019    |         |         |          |         |         | 48,456          |
| 1999  | 122,747       | 69,236    |         |         |          |         |         | 53,511          |
| 2000  | 130,785       | 71,154    |         |         |          |         |         | 59,631          |
| 2001  | 138,408       | 72,317    |         |         |          |         |         | 66,092          |
| 2002  | 140,118       | 71,538    | (KTX)   |         |          |         |         | 68,580          |
| 2003  | 144,614       | 73,006    | Corea   |         |          |         |         | 71,608          |
| 2004  | 157,299       | 74,461    | 5,498   |         |          |         |         | 77,340          |
| 2005  | 167,636       | 77,908    | 8,777   | (THSRC) | (LAV)    | (CRH)   |         | 80,950          |
| 2006  | 174,783       | 79,439    | 9,674   | Taiwán  | China AV | China   |         | 85,670          |
| 2007  | 199,344       | 82,826    | 9,732   | 3,520   | 13,000   |         | (YHT)   | 90,266          |
| 2008  | 222,466       | 81,660    | 9,859   | 6,566   | 25,500   |         | Turquía | 98,881          |
| 2009  | 244,224       | 76,044    | 9,609   | 6,864   | 46,300   |         | 0,237   | 105,170         |
| 2010  | 270,941       | 77,431    | 10,652  | 7,491   | 65,200   |         | 0,476   | 109,691         |
| 2011  | 312,278       | 81,420    | 13,161  | 8,148   | 98,100   |         | 0,665   | 110,784         |
| 2012  | 366,950       | 86,000    | 13,697  | 8,642   | 144,606  |         | 0,914   | 113,092         |
| 2013  | 444,760       | 89,170    | 14,012  | 9,118   | 214,100  | 221,700 | 1,186   | 117,174         |
| 2014  |               | 91,000    | 14,433  | 9,235   |          |         |         |                 |
| 2015  |               | 97,300    |         | 9,655   |          |         |         |                 |
| TOTAL | 5.248,395     | 3.014,713 | 119,105 | 69,239  | 606,806  |         | 3,478   | 1.656,678       |
|       |               |           |         |         |          |         |         |                 |

Fuentes: Japón 1964/1993 1964/2008 1968/1989 Corea Taiwán, Turquía resto de países, hasta 2011 2007/2012 2013/2015 China 2013

Número de viajeros-km en trenes de alta velocidad en Europa (en miles de millones)
| Año   | Francia | Italia       | Italia  | Alemania | España  | R. Unido   | R. Unido       | Bélgica | Holanda |
| 1979  | (TGV)   |              |         |          |         |            |                |         |         |
| 1980  | Francia |              |         |          |         |            |                |         |         |
| 1981  | 0,620   |              |         |          |         |            |                |         |         |
| 1982  | 3,340   |              |         |          |         |            |                |         |         |
| 1983  | 5,340   |              |         |          |         |            |                |         |         |
| 1984  | 7,730   |              |         |          |         |            |                |         |         |
| 1985  | 8,720   |              |         |          |         |            |                |         |         |
| 1986  | 8,930   | (Frecce)     |         |          |         |            |                |         |         |
| 1987  | 9,810   | (Trenitalia) |         |          |         |            |                |         |         |
| 1988  | 10,490  | Italia       |         |          |         |            |                |         |         |
| 1989  | 11,510  | 0,200        |         | (ICE)    |         |            |                |         |         |
| 1990  | 14,920  | 0,300        |         | Alemania | (Renfe) |            |                |         |         |
| 1991  | 17,870  | 0,400        |         | 2,040    | España  |            |                |         |         |
| 1992  | 18,960  | 0,400        |         | 5,200    | 0,513   | (Eurostar) |                |         |         |
| 1993  | 18,930  | 0,500        |         | 7,000    | 1,098   | R. Unido   |                |         |         |
| 1994  | 20,510  | 0,800        |         | 8,200    | 1,192   |            |                | (SNCB)  | (NS)    |
| 1995  | 20,944  | 1,100        |         | 8,700    | 1,297   | 0,362      |                | Bélgica | Holanda |
| 1996  | 24,262  | 1,300        |         | 8,900    | 1,350   | 0,619      |                | 0,320   | 0,030   |
| 1997  | 26,789  | 2,400        |         | 9,300    | 1,460   | 0,745      |                | 0,560   | 0,070   |
| 1998  | 29,677  | 3,640        |         | 10,200   | 1,607   | 0,782      |                | 0,790   | 0,090   |
| 1999  | 32,095  | 4,460        |         | 11,590   | 1,788   | 0,818      |                | 0,800   | 0,100   |
| 2000  | 34,457  | 5,090        |         | 13,900   | 2,200   | 0,884      |                | 0,870   | 0,110   |
| 2001  | 37,200  | 6,760        |         | 15,500   | 2,400   | 0,861      |                | 0,890   | 0,190   |
| 2002  | 39,561  | 7,080        |         | 15,300   | 2,180   | 0,819      |                | 0,910   | 0,200   |
| 2003  | 39,255  | 7,430        |         | 17,500   | 2,500   | 0,783      |                | 0,880   | 0,660   |
| 2004  | 41,251  | 7,925        |         | 19,604   | 2,747   | 1,193      |                | 0,940   | 0,660   |
| 2005  | 42,518  | 8,550        |         | 20,850   | 3,000   | 1,223      |                | 0,980   | 0,690   |
| 2006  | 44,818  | 8,910        |         | 21,600   | 3,733   | 1,289      |                | 1,000   | 0,730   |
| 2007  | 47,964  | 8,820        |         | 21,919   | 3,800   | 1,355      | (Javelin)      | 1,018   | 0,800   |
| 2008  | 52,225  | 8,877        |         | 23,333   | 6,200   | 1,495      | (Southeastern) | 1,079   | 0,867   |
| 2009  | 51,864  | 10,746       | (Italo) | 22,561   | 11,505  | 1,512      | Reino Unido    | 1,061   | 0,915   |
| 2010  | 52,783  | 11,610       | (NTV)   | 23,903   | 11,715  | 1,563      | 0,540          | 1,061   | 0,290   |
| 2011  | 54,038  | 12,283       | Italia  | 23,306   | 11,231  | 1,587      | 0,615          | 0,910   | 0,310   |
| 2012  | 54,035  | 12,310       | 0,484   | 24,753   | 11,177  | 1,626      | 0,675          | 0,910   | 0,320   |
| 2013  | 53,764  | 13,277       |         | 25,178   | 12,744  | 1,662      | 0,750          | 0,910   | 0,360   |
| 2014  | 53,723  |              |         | 24,316   | 12,790  | 1,705      | 0,931          | 0,910   | 0,240   |
| 2015  |         |              |         | 25,280   | 14,277  | 1,705      |                |         |         |
| TOTAL | 990,903 | 145,168      |         | 409,933  | 124,504 | 24,588     | 3,511          | 16,799  | 7,632   |
|       |         |              |         |          |         |            |                |         |         |

Fuentes: Francia hasta 2012 2000/2014 Alemania 2007/2015 Frecce 2011 2012 2013 Italo 2012: diferencia entre Frecce y el dato de la UIC para Italia. España, hasta 2007 la UIC solo contaba los viajeros en Ave y Avant, desde 2008 también cuenta al resto de los viajeros en LD, incluyendo Alvia Eurostar, Eurogroup no facilita datos y los de la UIC no son homogéneos; en la tabla se tiene en cuenta el trayecto en el túnel y la parte de la HS1 en servicio en cada año, ya que la parte europea está incluida en cada país. Los datos de Javelin están calculados desde los datos de Viajeros y la distancia desde Ebbsfleet y Stratford hasta Londres. Resto de países, hasta 2013 2013/2015

Número de viajeros-km en trenes para 200/250 km/h sobre líneas modernizadas en el resto del mundo (en miles de millones)
| Año   | Suecia | Finlandia | Portugal        | R. Checa | Eslovenia | Polonia       | Suiza | Noruega | EE UU   | Rusia |
| 1988  | (SJ)   |           |                 |          |           |               |       |         |         |       |
| 1989  | Suecia |           |                 |          |           |               |       |         |         |       |
| 1990  | 0,010  |           |                 |          |           |               |       |         |         |       |
| 1991  | 0,090  |           |                 |          |           |               |       |         |         |       |
| 1992  | 0,150  |           |                 |          |           |               |       |         |         |       |
| 1993  | 0,270  |           |                 |          |           |               |       |         |         |       |
| 1994  | 0,310  | (VR)      |                 |          |           |               |       |         |         |       |
| 1995  | 0,420  | Finlandia |                 |          |           |               |       |         |         |       |
| 1996  | 1,100  | 0,020     |                 |          |           |               |       |         |         |       |
| 1997  | 1,330  | 0,050     |                 |          |           |               |       |         |         |       |
| 1998  | 1,610  | 0,060     |                 |          |           |               |       |         |         |       |
| 1999  | 1,810  | 0,050     |                 |          |           |               |       |         | (Acela) |       |
| 2000  | 2,050  | 0,070     |                 |          |           |               |       |         | EE UU   |       |
| 2001  | 2,230  | 0,060     |                 |          |           |               |       |         |         |       |
| 2002  | 2,390  | 0,140     | (Alfa Pendular) | (CD)     |           |               |       |         |         |       |
| 2003  | 2,400  | 0,200     | Portugal        | R. Checa |           |               |       |         |         |       |
| 2004  | 2,420  | 0,160     | 0,440           | 0,000    |           |               |       |         |         |       |
| 2005  | 2,330  | 0,310     | 0,490           | 0,010    |           |               | (SBB) | (NSB)   |         |       |
| 2006  | 2,490  | 0,440     | 0,510           | 0,150    | (ICS)     |               | Suiza | Noruega |         |       |
| 2007  | 2,775  | 0,580     | 0,506           | 0,329    | Eslovenia |               | 0,300 | 0,100   |         | (RZD) |
| 2008  | 2,992  | 0,622     | 0,525           | 0,253    | 0,014     |               | 0,300 | 0,100   |         | Rusia |
| 2009  | 3,050  | 0,604     | 0,529           | 0,235    | 0,016     |               | 0,300 | 0,272   |         | 0,020 |
| 2010  | 2,940  | 0,651     | 0,520           | 0,270    | 0,020     |               | 0,300 | 0,326   |         | 1,200 |
| 2011  | 2,827  | 0,709     | 0,470           | 0,290    | 0,010     |               |       | 0,298   |         | 1,600 |
| 2012  | 2,948  | 0,708     | 0,460           | 0,270    | 0,010     | (EIC Premium) |       | 0,306   |         | 1,800 |
| 2013  | 3,060  | 0,757     | 0,470           | 0,250    | 0,010     | Polonia       |       |         |         | 1,920 |
| 2014  | 3,228  | 0,650     | 0,540           | 0,250    | 0,010     |               |       |         |         | 2,550 |
| 2015  |        |           |                 |          |           |               |       |         |         |       |
| TOTAL | 47,230 | 6,841     | 5,460           | 2,307    | 0,090     |               |       | 1,702   |         | 9,090 |
|       |        |           |                 |          |           |               |       |         |         |       |

Fuentes: el operador ruso RZD en 2009/2013 incluye los servicios Siemens Sapsan (250 km/h), Alstom Allegro (220 km/h) y Talgo Strizh (200 km/h), realizados sobre líneas modernizadas para 200/250 km/h; el dato de la UIC para 2014 quizás incluya los servicios Lastochka (160 km/h). 
Resto de países, hasta 2013 2013/2015

## El futuro de la Alta Velocidad Ferroviaria

### La Alta Velocidad en el mundo
El futuro de las líneas de Alta Velocidad, no se concentra en Europa y Asia, sino que se extiende a los otros continentes, ya que países como Arabia Saudí, Argentina, Brasil, EE. UU. y México han comenzado a interesarse por este tipo de infraestructuras ferroviarias.
En América Latina, tanto Brasil, Argentina y México se han interesado por la Alta Velocidad. El Tren de Alta Velocidad Argentino (TAVe) es un proyecto que fue anunciado el 26 de abril de 2006 por el entonces presidente argentino Néstor Kirchner para construir un ferrocarril de alta velocidad que unirá las ciudades de Buenos Aires, Rosario y Córdoba. El 29 de abril de 2008, la presidenta de Argentina, Cristina Fernández de Kirchner firmó el contrato del proyecto del tren de alta velocidad que empleará tecnología francesa (Alstom). La obra demandará un plazo de ejecución de 4 años y un coste aproximado de 4.000 millones de dólares (incluyendo la financiación). Asimismo significará dotar a Argentina de trenes capaces de alcanzar velocidades máximas de 320 km/h en un recorrido total de 710 km. Aunque debido a la crisis internacional, este proyecto se ha suspendido.
Por lo que respecta a la Línea de Alta Velocidad Brasileña, entre Río de Janeiro y São Paulo, se está redactando el estudio de viabilidad, paso previo al proceso de licitación del contrato para su construcción, puesta en marcha, explotación y mantenimiento, el cual se presentó en abril del 2010.
De este modo, pese a que el proceso de construcción del enlace São Paulo-Río de Janeiro ha sufrido una tramitación lenta en los últimos años, es muy posible que termine siendo el segundo o primero en el continente americano con este tipo de trenes, ya que los planes del gobierno argentino para la construcción de la LAV Buenos Aires-Rosario-Córdoba se han estancado por los serios problemas a los que se enfrenta el consorcio adjudicatario para conseguir la financiación que, como en el caso brasileño, corre fundamentalmente a su cargo. El gobierno federal espera que la obra estuviera construida para transportar al público durante la Copa Mundial de Fútbol de 2014, cuya sede fue adjudicada al país pero finalmente este no fue el caso brasileño.
Por su parte México es el país que más está apostando por este tipo de transportes ferroviarios de personas a altas velocidades de Latinoamérica y puede que de América en general.
Esto lo podemos ver en sus múltiples proyectos que aunque algunos avanzan de forma lenta si se están construyendo.
Este es el caso del Tren interurbano México Toluca que pretende unir la capital del país con el Estado de México y que se encuentra en construcción y se espera sea inaugurado el año que viene con una distancia de 52 km y una velocidad máxima de 160 km/h.
Otro proyecto muy ambicioso de México es el Tren Maya, que se encuentra en construcción actualmente; recorrerá una distancia de 1500 km, y pretende unir 5 estados del sur mexicano a una velocidad máxima de 160 km/h; se espera que sea inaugurado en 2024.
Finalmente, aunque faltan más proyectos mexicanos, el más interesante es el Tren Rápido México-Querétaro que se perfila para ser el primer tren bala de América con una velocidad máxima de 300 km/h pero en 2014 fue cancelado por corrupción del gobierno mexicano encabezado por Enrique Peña Nieto y por lo cual no pudo concretarse pero el actual presidente López Obrador busca la posibilidad de retomar el proyecto y rescatarlo así como el tren México Toluca.

Mapa de la ruta propuesta para el Tren de Alta Velocidad de California, también incluye la propuesta del Desert Xpress a Las Vegas.

Por su parte California espera ser el primer Estado estadounindense en construir una línea de Alta Velocidad Ferroviaria, el California High-Speed Rail. El sistema está siendo planeado por la Autoridad Ferroviaria de Alta Velocidad de California, la que diseñará, construirá y operará el sistema. Si se construye, varios trenes de alta velocidad con velocidades de hasta 350 km/h conectaran a las ciudades de San Francisco y Los Ángeles en poco menos de dos horas y media. El tren también conectaría a otras grandes áreas metropolitanas como Sacramento, San José, Fresno y San Diego.
Además del proyecto de Alta Velocidad Californiano, Barack Obama anuncio un plan masivo para construir y desarrollar una red de trenes de alta velocidad entre las principales zonas metropolitanas de Estados Unidos. El plan requiere una gran inversión para su ejecución. Sin embargo, los trenes no recorrerían a las mismas velocidades de los sistemas de Europa o Asia Oriental, ya que su velocidad se limitara a 160 km/h, contrario a las redes de Francia y España las cuales rebasan los 300 km/h.
El proyecto de una red de trenes de alta velocidad representa un verdadero reto para la cultura estadounidense: el automóvil tiene un uso prioritario en la gran mayoría de las urbes estadounidenses.

### Innovación en la Alta Velocidad: la levitación magnética

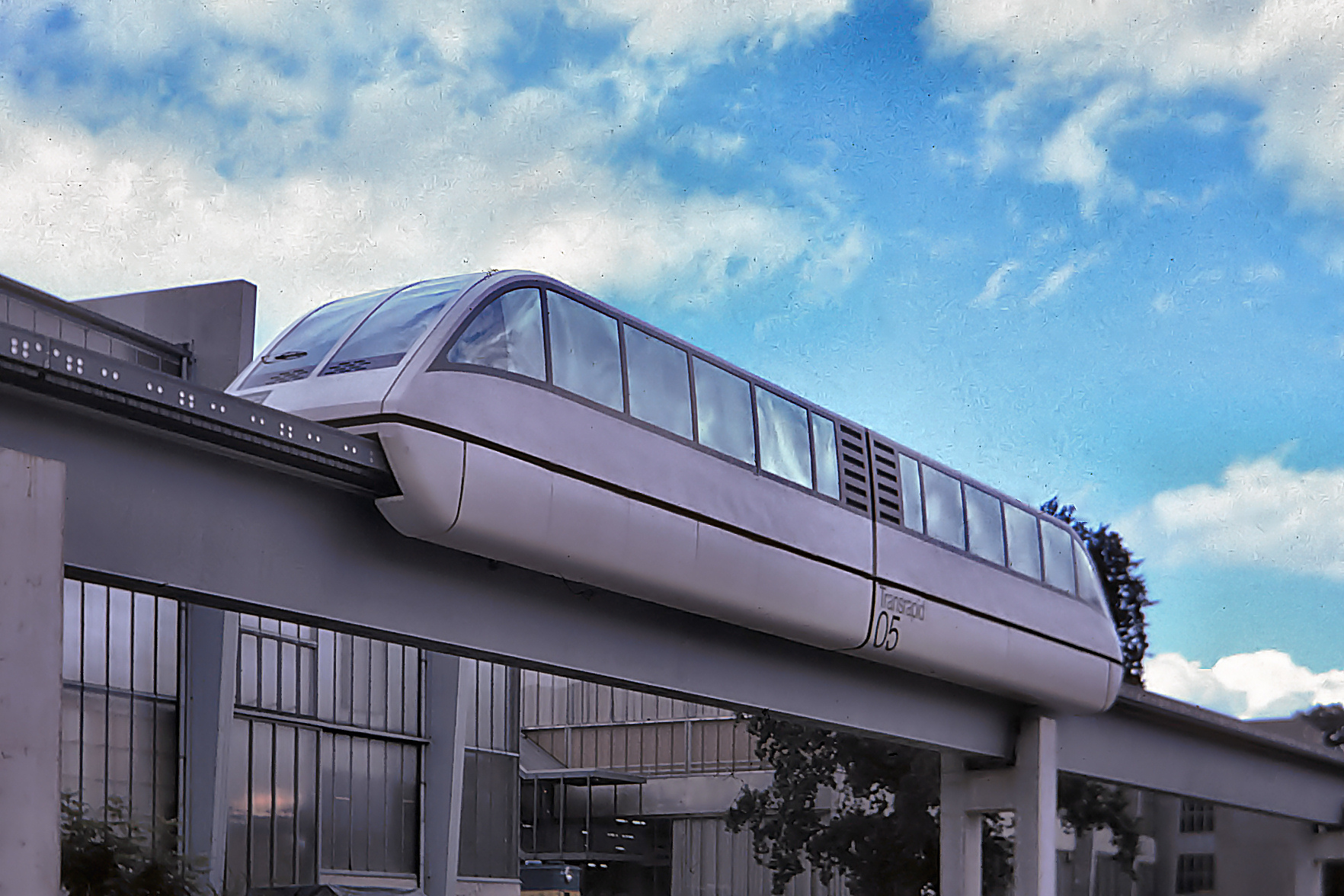
Transrapid 05 en la Exposición de Transporte Internacional (IVA) de 1979 en Hamburgo, Alemania.

Desde 1970 se habla de que la próxima revolución en los trenes serían los de levitación magnética. Estos trenes levitan sobre un motor magnético. Podemos decir que el tren es un gran imán. Debajo de él, en los "carriles", va un motor linear que hace que un flujo magnético vaya hacia delante. Ese flujo magnético empuja al tren, lo levanta unos mm y luego lo hace avanzar. A diferencia de los trenes convencionales, el motor no va en el tren, el motor va en los "carriles". Esto aporta ventajas:
- Al no haber rozamiento, el consumo de energía es menor. Por ejemplo, a 300 km/h, el tren de alta velocidad ICE consume 51 Wh por asiento. El Transrapid (Maglev de Shanghái) consume 34 Wh/asiento.
- Como los motores están en las vías, pueden hacerse más o menos potentes de acuerdo con la pendiente. El tren convencional no puede hacerlo, pues el motor lo lleva él y siempre es el mismo. Por eso el tren de alta velocidad (TAV) no puede subir pendientes de más del 4%, mientras que el Transrapid puede subir hasta el 10%.
- El que el motor esté en el suelo presenta la enorme ventaja de que el tren disminuye su peso, con lo que su inercia es menor. De hecho arranca y para en mucho menos tiempo que un tren convencional TAV.
- En el Maglev el descarrilamiento es casi imposible, obligado por la forma en la que van los electroimanes y los motores lineales.
- El ruido es reducido puesto que no hay rozamiento con el carril, aunque a alta velocidad lo que importa es el ruido aerodinámico. El menor peso y las menores servidumbres, al no tener que llevar el motor encima, permiten una mejor aerodinámica.

El 31 de diciembre de 2002 realizó su viaje inaugural el primer tren de levitación magnética (Transrapid, por su origen alemán, conocido como MagLev en su versión japonesa), que recorre 31 km entre Shanghái (China) y su aeropuerto a una velocidad máxima de 431 km/h; entró en servicio comercial el 29 de diciembre de 2003. 
El segundo tren de estas características se inauguró para la Expo 2005 de Nagoya. La Aichi High-Speed Transit Tobu Kyuryo Line, o Linimo, tiene 8,9 km y una velocidad máxima de 100 km/h.
El 3 de febrero de 2016 se inauguró la línea de 6,1 km entre el aeropuerto de Incheon y Yongyu, en Corea del Sur, con tecnología propia aunque con una velocidad mucho más baja: 110 km/h.
También está en construcción el Chuo Shinkansen, una línea con sistema MagLev entre Tokio y Nagoya (286 km para el 2027), con extensión planeada hasta Osaka (en 2045) a una velocidad máxima de 505 km/h.